# Список птахів Алжиру
Це перелік видів птахів, зафіксованих на території Алжиру. Авіфауна Алжиру налічує загалом 431 вид. Один вид є ендеміком Алжиру, сім видів були інтродуковані на території країни.

## Позначки
Наступні теги використані для виділення деяких категорій птахів.
- (А) Випадковий — вид, який рідко або випадково трапляється в Алжирі
- (Е) Ендемічий — вид, який є ендеміком Алжиру
- (I) Інтродукований — вид, завезений до Алжиру як наслідок, прямих чи непрямих дій людських дій
- (Ex) Локально вимерлий — вид, який більше не трапляється в Алжирі, хоча його популяції існують в інших місцях

## Страусоподібні(Struthioniformes)
Родина: Страусові (Struthionidae)

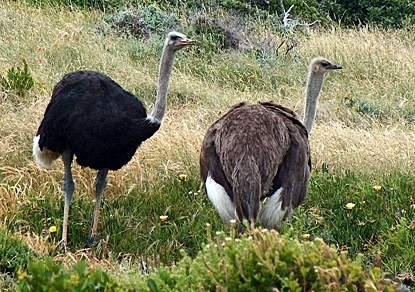
Страус африканський (Struthio camelus)

- Страус африканський, Struthio camelus

## Гусеподібні(Anseriformes)
Родина: Качкові (Anatidae)
- Гуска сіра, Anser anser

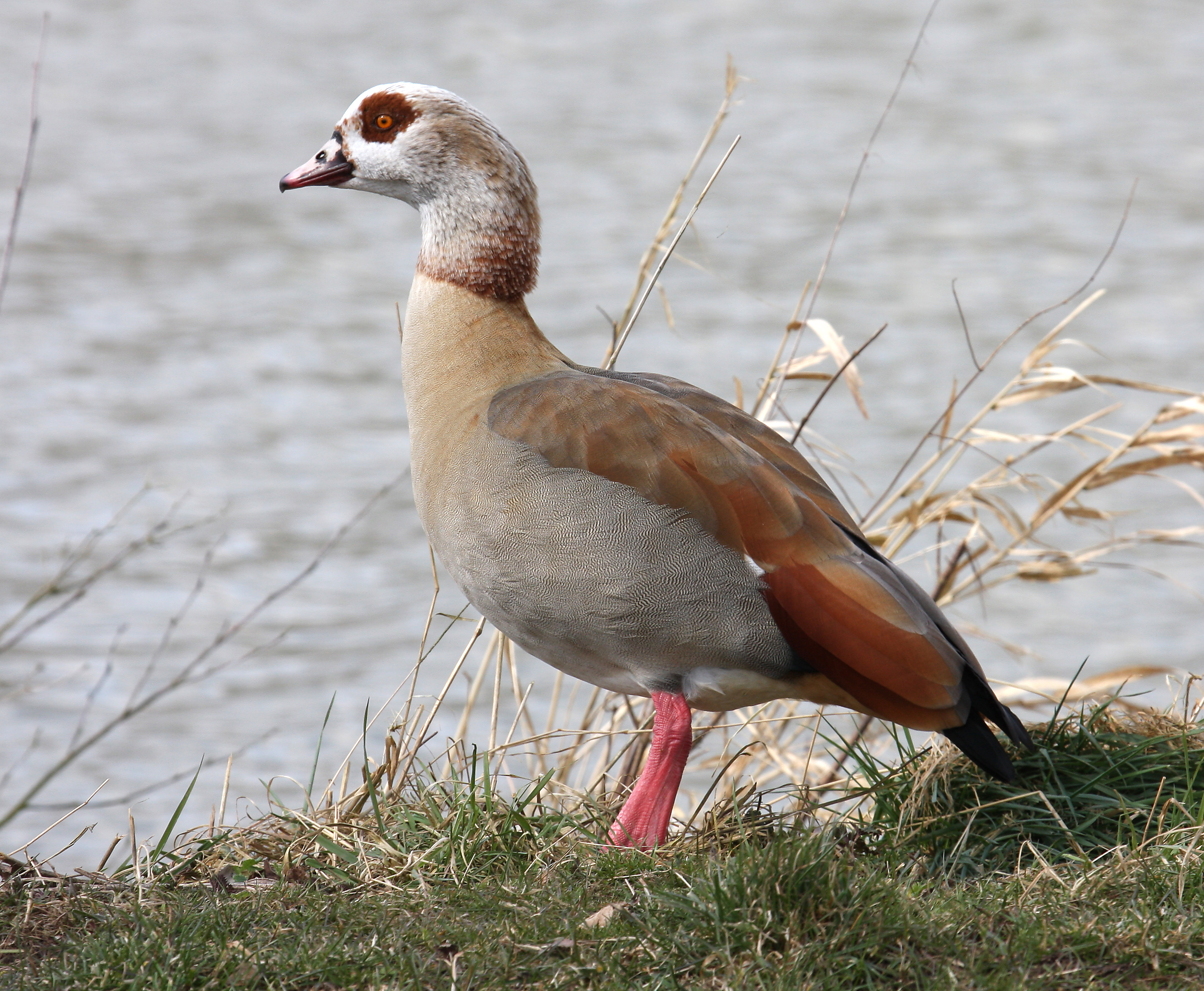
Каргарка нільська (Alopochen aegyptiacus)

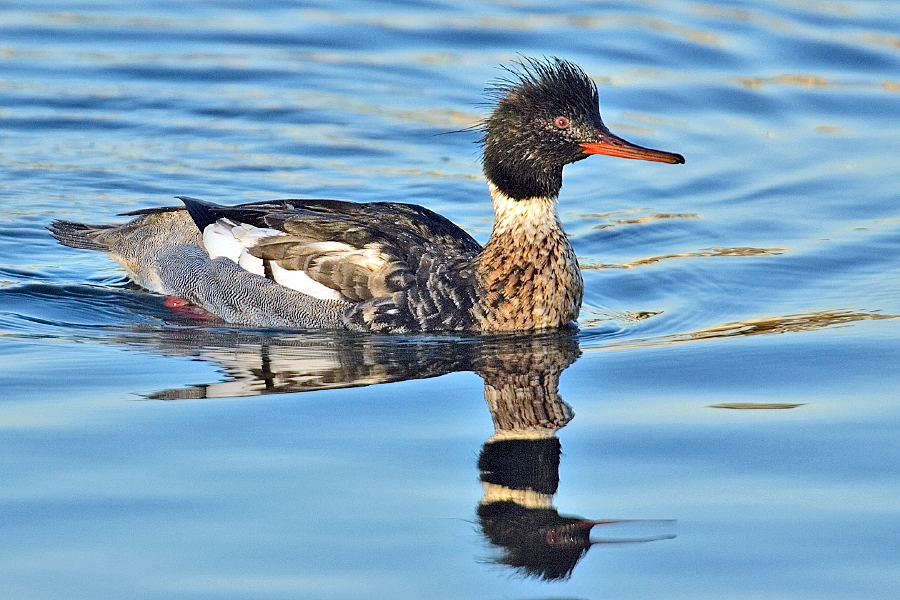
Крех середній (Mergus serrator)

- Гуска білолоба, Anser albifrons (A)
- Гуска мала, Anser erythropus (A)
- Anser fabalis (A)
- Казарка чорна, Branta bernicla
- Казарка білощока, Branta leucopsis (A)
- Казарка червоновола, Branta ruficollis (A)
- Лебідь-шипун, Cygnus olor
- Лебідь чорнодзьобий, Cygnus columbianus
- Лебідь-кликун, Cygnus cygnus
- Каргарка нільська, Alopochen aegyptiacus (A)
- Огар рудий, Tadorna ferruginea
- Галагаз звичайний, Tadorna tadorna
- Чирянка велика, Spatula querquedula
- Чирянка блакитнокрила, Spatula discors (A)
- Широконіска північна, Spatula clypeata
- Нерозень, Mareca strepera
- Свищ євразійський,  Mareca penelope
- Крижень звичайний, Anas platyrhynchos
- Шилохвіст північний, Anas acuta
- Чирянка мала, Anas crecca
- Чирянка вузькодзьоба, Marmaronetta angustirostris
- Чернь червонодзьоба, Netta rufina (Ex)
- Попелюх звичайний, Aythya ferina
- Чернь канадська, Aythya collaris (A)
- Чернь білоока, Aythya nyroca
- Чернь чубата, Aythya fuligula
- Чернь морська, Aythya marila
- Турпан білокрилий, Melanitta fusca
- Синьга, Melanitta nigra
- Гоголь зеленоголовий, Bucephala clangula (A)
- Крех малий, Mergellus albellus (A)
- Крех великий, Mergus merganser
- Крех середній, Mergus serrator
- Савка американська, Oxyura jamaicensis (I)
- Савка білоголова, Oxyura leucocephala

## Куроподібні(Galliformes)
Родина: Фазанові (Phasianidae)

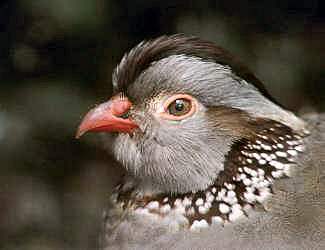
Кеклик берберійський (Alectoris barbara)

- Перепілка звичайна, Coturnix coturnix
- Кеклик червононогий, Alectoris rufa (I)
- Кеклик берберійський, Alectoris barbara
- Фазан звичайний, Phasianus colchicus (I)

## Фламінгоподібні(Phoenicopteriformes)

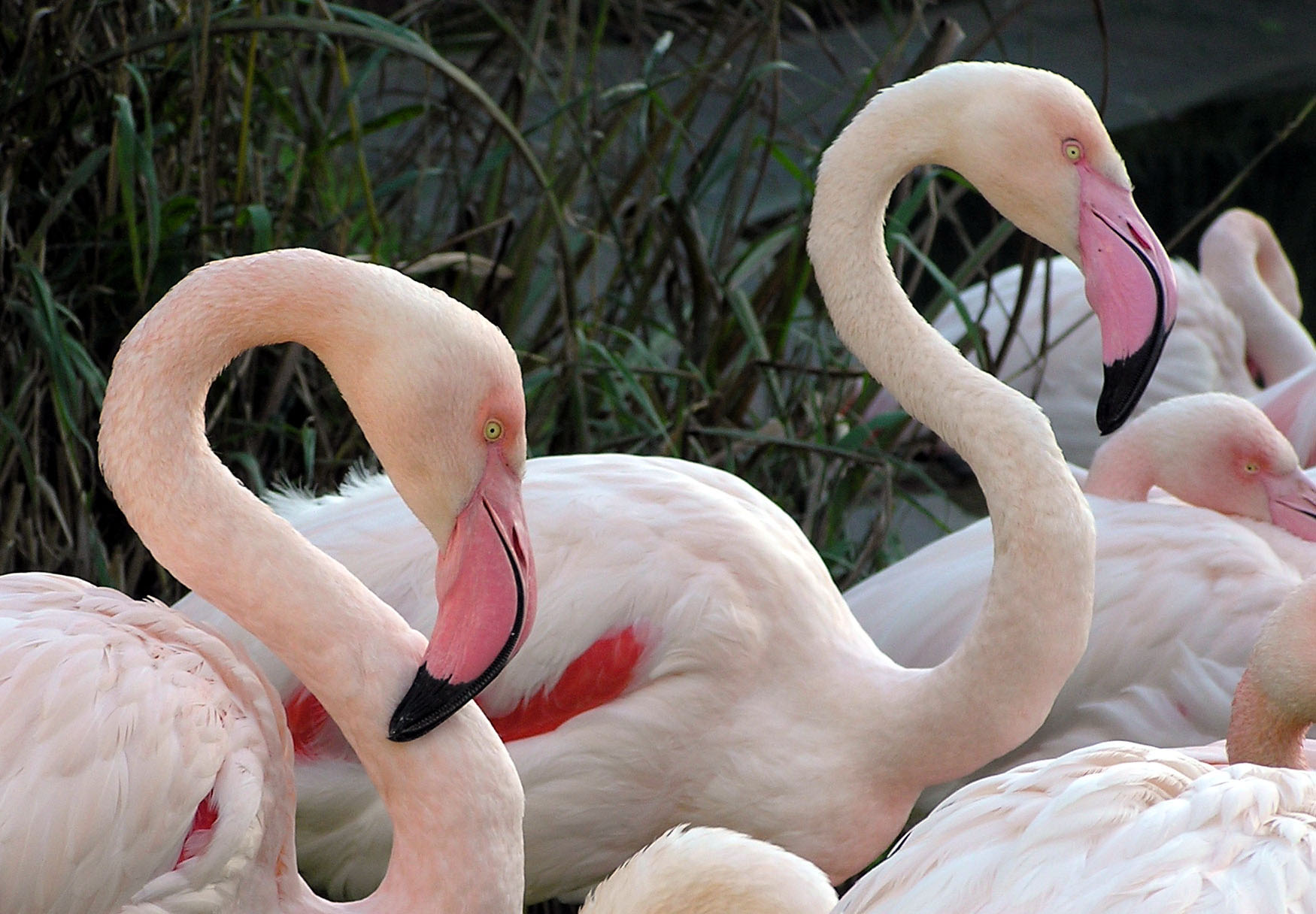
Фламінго рожевий (Phoenicopterus roseus)

Родина: Фламінгові (Phoenicopteridae)
- Фламінго рожевий, Phoenicopterus roseus
- Фламінго малий, Phoenicopterus minor (A)

## Пірникозоподібні(Podicipediformes)
Родина: Пірникозові (Podicipedidae)

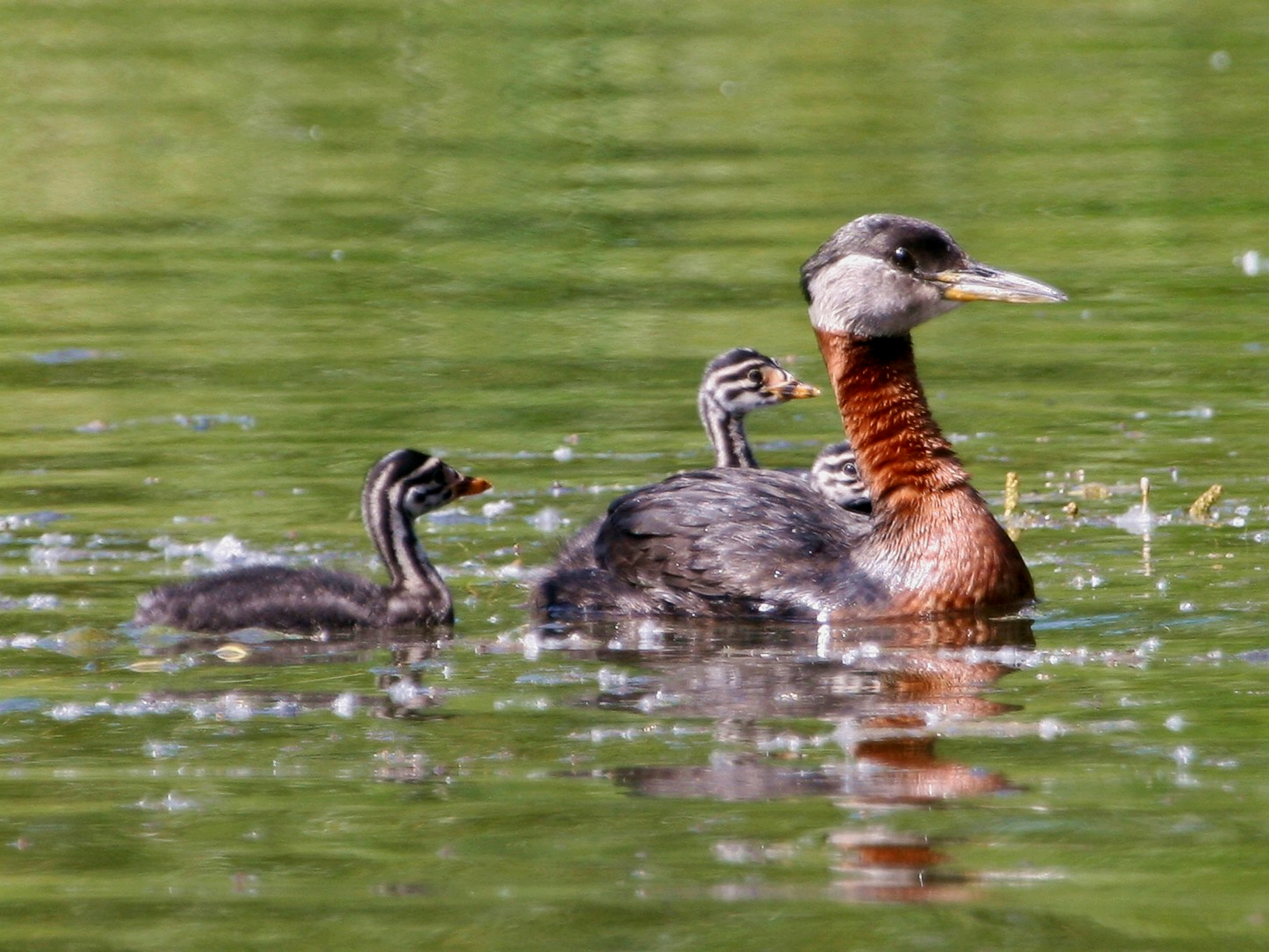
Доросла сірощока пірникоза (Podiceps grisegena) і пташеня

- Пірникоза мала, Tachybaptus ruficollis
- Пірникоза червоношия, Podiceps auritus
- Пірникоза сірощока, Podiceps grisegena (A)
- Пірникоза велика, Podiceps cristatus
- Пірникоза чорношия, Podiceps nigricollis

## Голубоподібні(Columbiformes)
Родина: Голубові (Columbidae)
- Голуб сизий, Columba livia
- Голуб-синяк, Columba oenas
- Припутень, Columba palumbus
- Горлиця звичайна, Streptopelia turtur
- Горлиця садова, Streptopelia decaocto (I)
- Горлиця мала, Spilopelia senegalensis
- Горлиця капська, Oena capensis

## Рябкоподібні(Pterocliformes)
Родина: Рябкові (Pteroclidae)
- Рябок білочеревий, Pterocles alchata
- Рябок пустельний, Pterocles exustus (A)
- Рябок сенегальський, Pterocles senegallus
- Рябок чорночеревий, Pterocles orientalis
- Рябок рудоголовий, Pterocles coronatus
- Рябок абісинський, Pterocles lichtensteinii

## Дрохвоподібні(Otidiformes)
Родина: Дрохвові (Otididae)

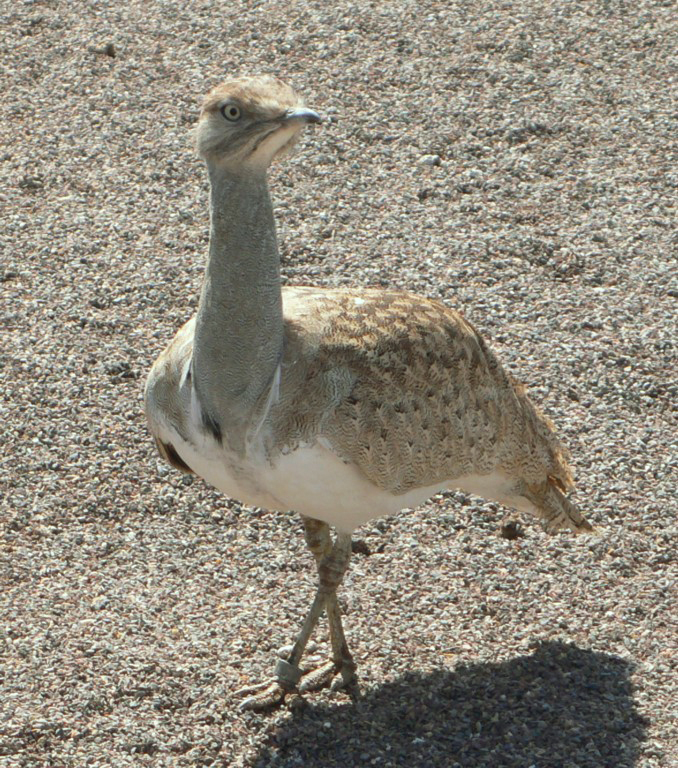
Джек (Chlamydotis undulata)

- Дрохва євразійська, Otis tarda (Ex)
- Дрохва аравійська, Ardeotis arabs
- Джек, Chlamydotis undulata
- Хохітва, Tetrax tetrax (Ex)

## Зозулеподібні(Cuculiformes)
Родина: Зозулеві (Cuculidae)

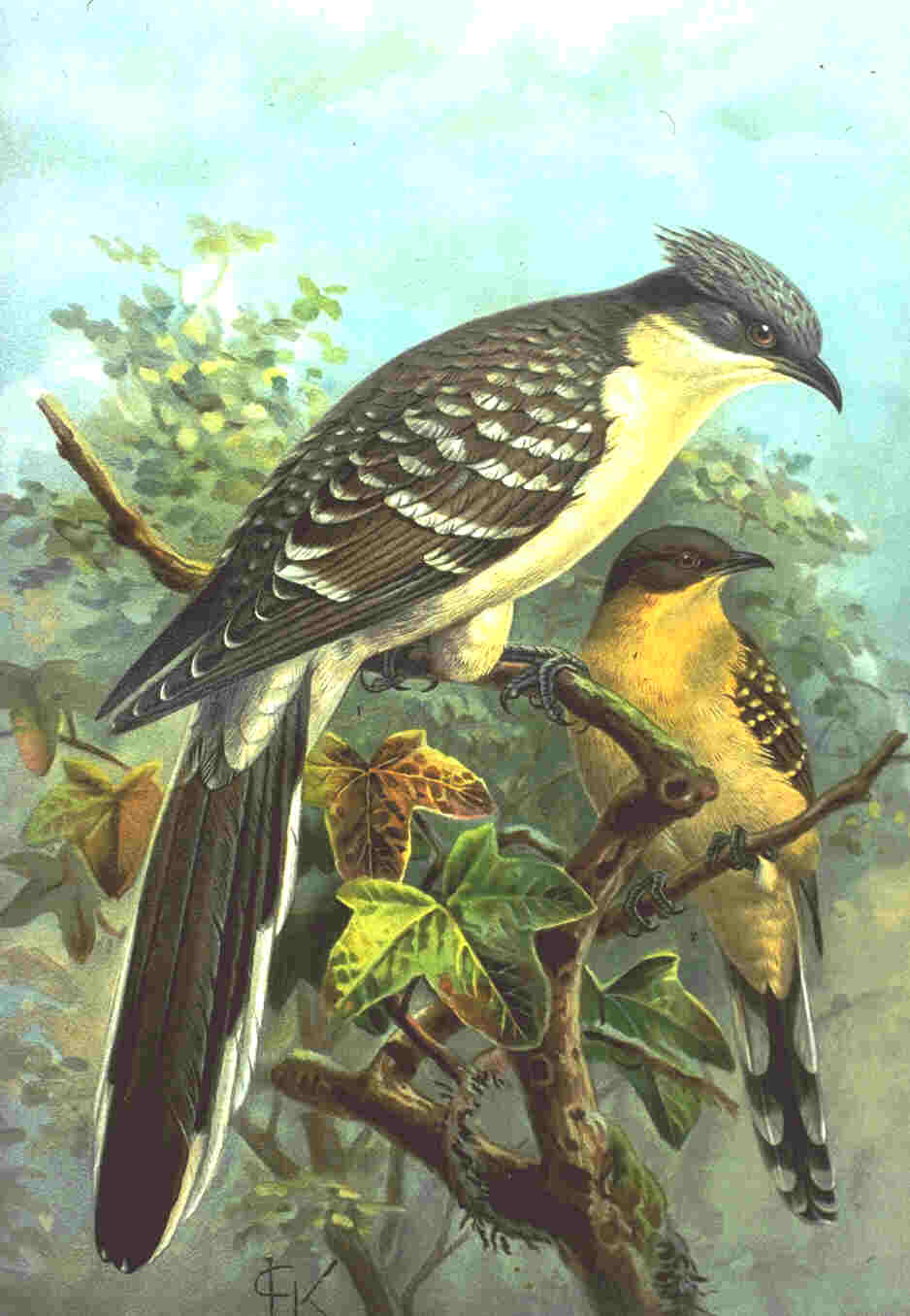
Зозуля чубата (Clamator glandarius)

- Зозуля чубата, Clamator glandarius
- Зозуля звичайна, Cuculus canorus

## Дрімлюгоподібні(Caprimulgiformes)
Родина: Дрімлюгові (Caprimulgidae)
- Дрімлюга іспанський, Caprimulgus ruficollis
- Дрімлюга звичайний, Caprimulgus europaeus
- Дрімлюга буланий, Caprimulgus aegyptius

## Серпокрильцеподібні(Apodiformes)
Родина: Серпокрильцеві (Apodidae)
- Серпокрилець білочеревий, Apus melba
- Серпокрилець чорний, Apus apus
- Серпокрилець блідий, Apus pallidus
- Серпокрилець малий, Apus affinis

## Журавлеподібні(Gruiformes)
Родина: Пастушкові (Rallidae)

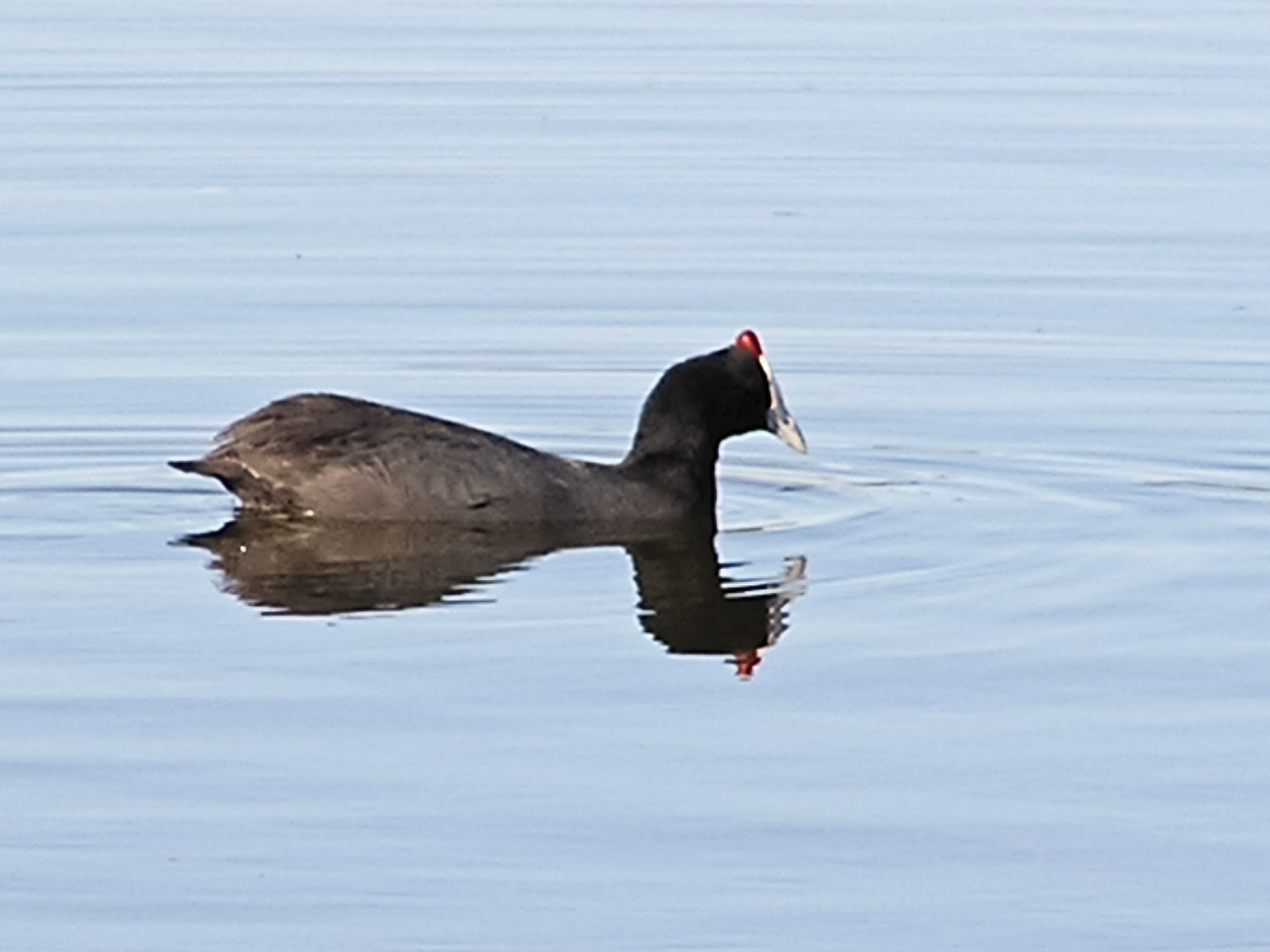
Лиска африканська (Fulica cristata)

- Пастушок водяний, Rallus aquaticus
- Деркач лучний, Crex crex
- Деркач африканський, Crex egregia (A)
- Погонич звичайний, Porzana porzana
- Курочка водяна, Gallinula chloropus
- Лиска звичайна, Fulica atra
- Лиска африканська, Fulica cristata
- Султанка африканська, Porphyrio alleni (A)
- Султанка пурпурова, Porphyrio porphyrio
- Погонич буроголовий, Aenigmatolimnas marginalis (A)
- Погонич малий, Zapornia parva
- Погонич-крихітка, Zapornia pusilla

Родина: Журавлеві (Gruidae)
- Журавель степовий, Anthropoides virgo (Ex)
- Журавель сірий, Grus grus

## Сивкоподібні(Charadriiformes)
Родина: Лежневі (Burhinidae)
- Лежень степовий, Burhinus oedicnemus

Родина: Чоботарові (Recurvirostridae)

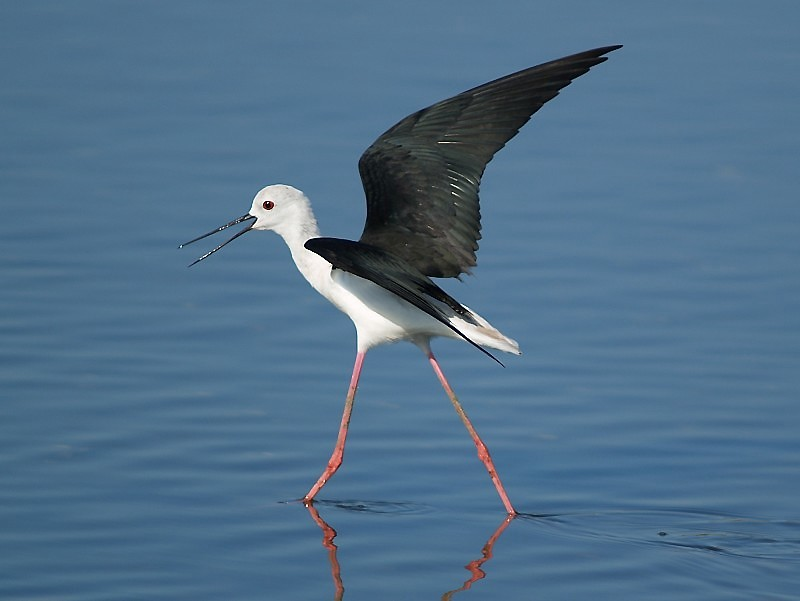
Кулик-довгоніг чорнокрилий (Himantopus himantopus)

- Кулик-довгоніг чорнокрилий, Himantopus himantopus
- Чоботар синьоногий, Recurvirostra avosetta

Родина: Куликосорокові (Haematopodidae)

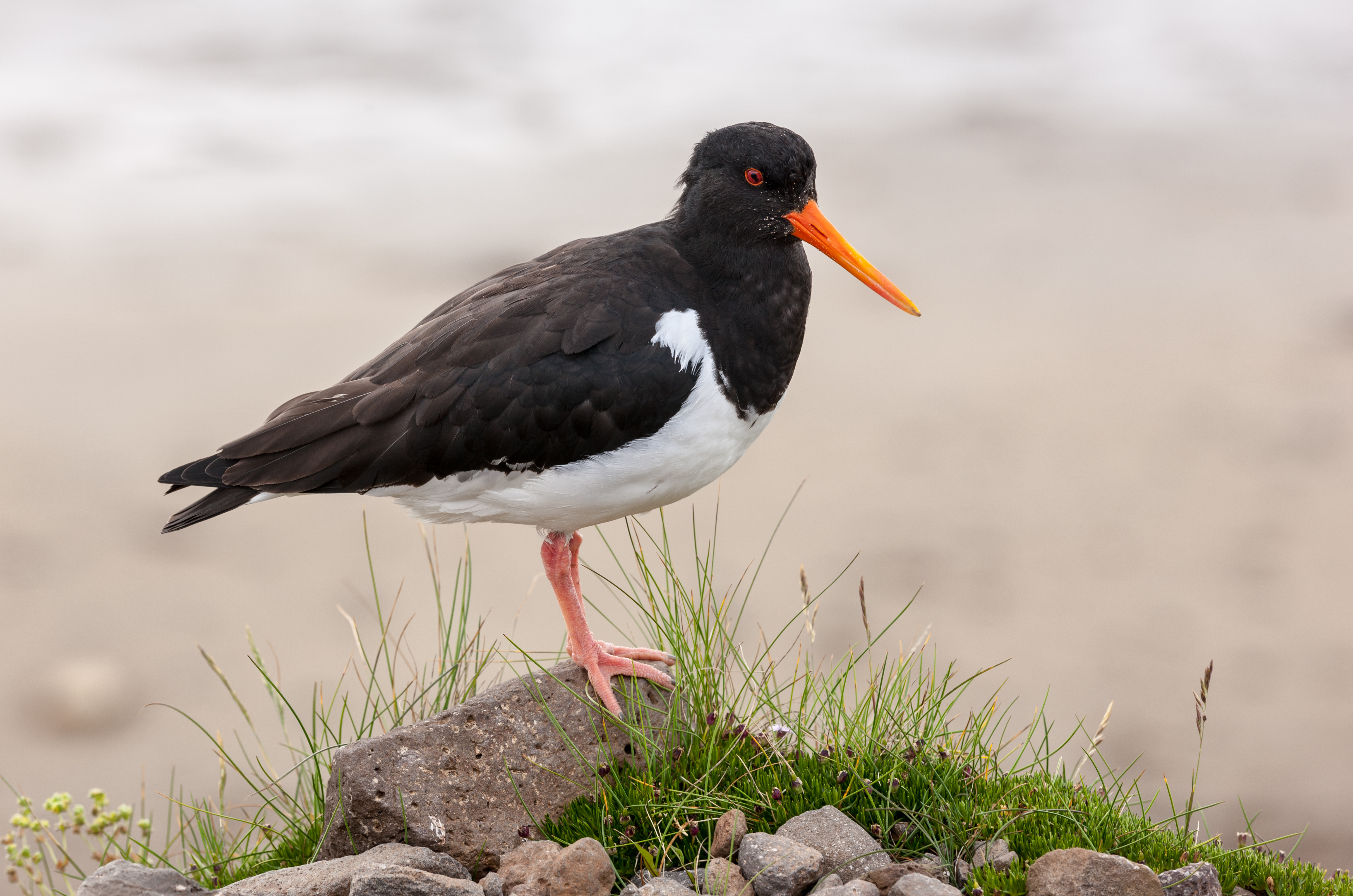
Кулик-сорока євразійський (Haematopus ostralegus)

- Кулик-сорока євразійський, Haematopus ostralegus

Родина: Сивкові (Charadriidae)
- Сивка морська, Pluvialis squatarola
- Сивка звичайна, Pluvialis apricaria
- Сивка бурокрила, Pluvialis fulva (A)
- Чайка чубата, Vanellus vanellus
- Чайка білохвоста, Vanellus leucurus
- Пісочник морський, Charadrius alexandrinus
- Пісочник великий, Charadrius hiaticula
- Пісочник малий, Charadrius dubius
- Хрустан євразійський, Charadrius morinellus

Родина: Баранцеві (Scolopacidae)

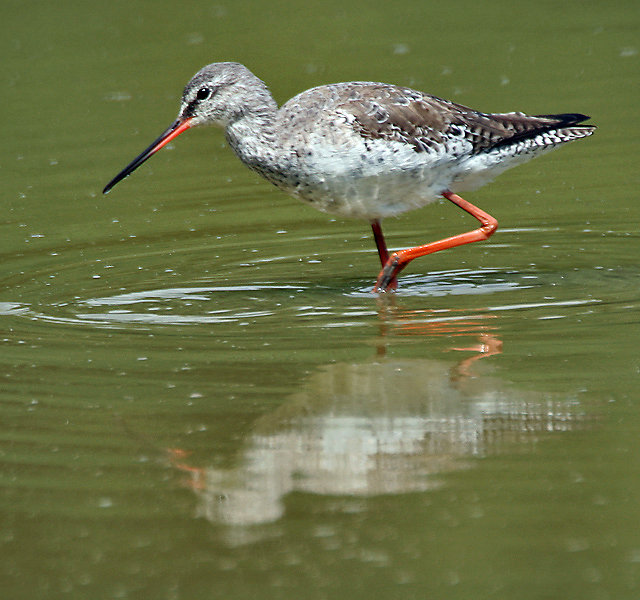
Коловодник чорний (Tringa erythropus)

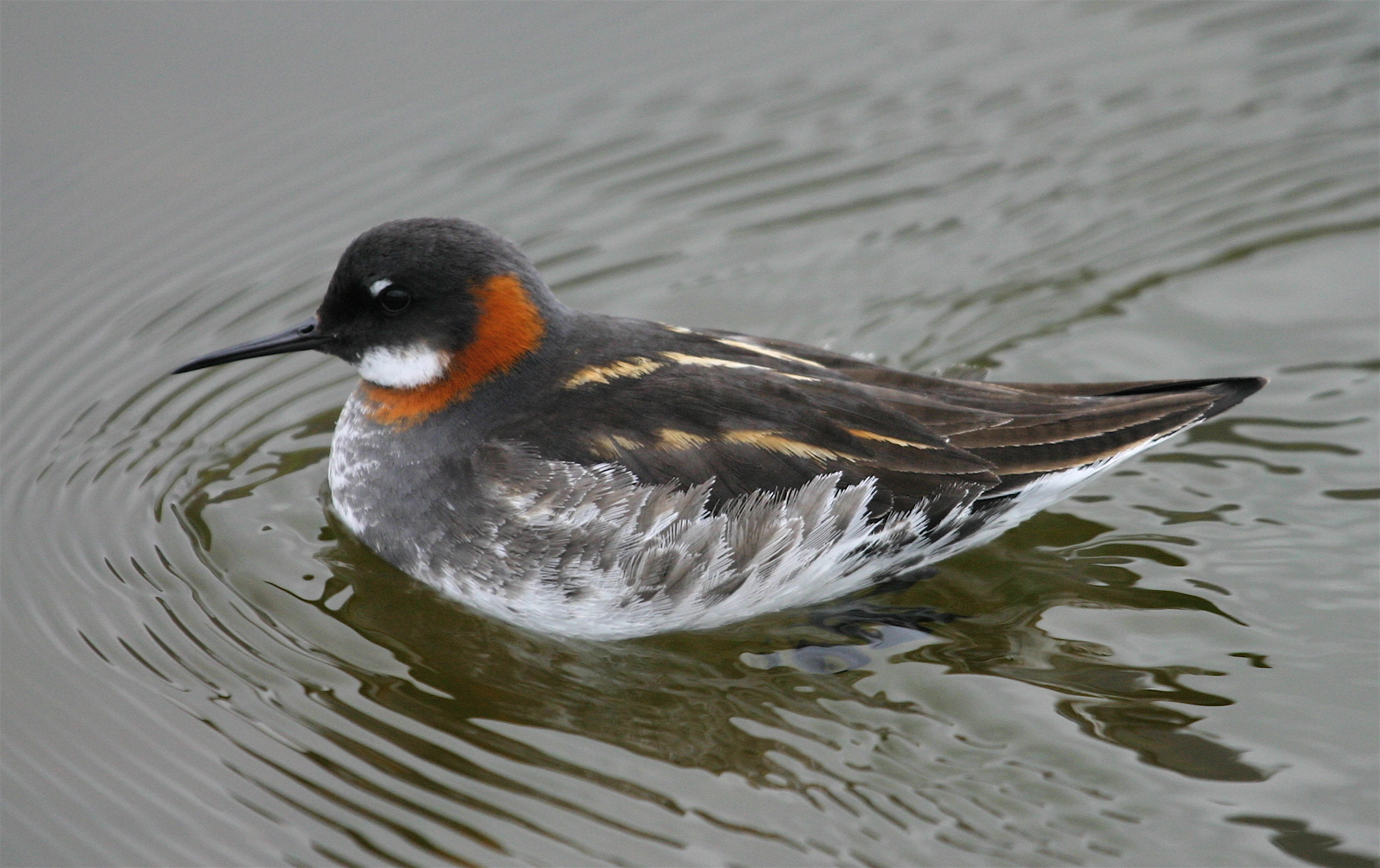
Плавунець круглодзьобий (Phalaropus lobatus)

- Кульон середній, Numenius phaeopus
- Кульон тонкодзьобий, Numenius tenuirostris
- Кульон великий, Numenius arquata
- Грицик малий, Limosa lapponica
- Грицик великий, Limosa limosa
- Крем'яшник звичайний, Arenaria interpres
- Побережник ісландський, Calidris canutus
- Брижач, Calidris pugnax
- Побережник червоногрудий, Calidris ferruginea
- Побережник білохвостий, Calidris temminckii
- Побережник білий, Calidris alba
- Побережник чорногрудий, Calidris alpina
- Побережник малий, Calidris minuta
- Побережник арктичний, Calidris melanotos (A)
- Баранець малий, Lymnocryptes minimus
- Слуква лісова, Scolopax rusticola
- Баранець великий, Gallinago media
- Баранець звичайний, Gallinago gallinago
- Плавунець круглодзьобий, Phalaropus lobatus
- Набережник палеарктичний, Actitis hypoleucos
- Коловодник лісовий, Tringa ochropus
- Коловодник чорний, Tringa erythropus
- Коловодник великий, Tringa nebularia
- Коловодник ставковий, Tringa stagnatilis
- Коловодник болотяний, Tringa glareola
- Коловодник звичайний, Tringa totanus

Родина: Триперсткові (Turnicidae)

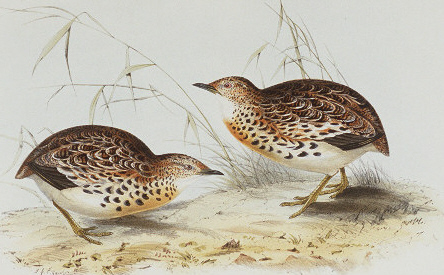
Триперстка африканська (Turnix sylvaticus)

- Триперстка африканська, Turnix sylvaticus

Родина: Дерихвостові (Glareolidae)

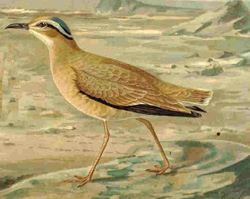
Бігунець пустельний (Cursorius cursor)

- Бігунець пустельний, Cursorius cursor
- Дерихвіст лучний, Glareola pratincola

Родина: Поморникові (Stercorariidae)
- Поморник великий, Stercorarius skua
- Поморник середній, Stercorarius pomarinus (A)
- Поморник короткохвостий, Stercorarius parasiticus

Родина: Алькові (Alcidae)
- Кайра тонкодзьоба, Uria aalge (A)
- Гагарка мала, Alca torda
- Іпатка атлантична, Fratercula arctica

Родина: Мартинові (Laridae)
- Мартин трипалий, Rissa tridactyla

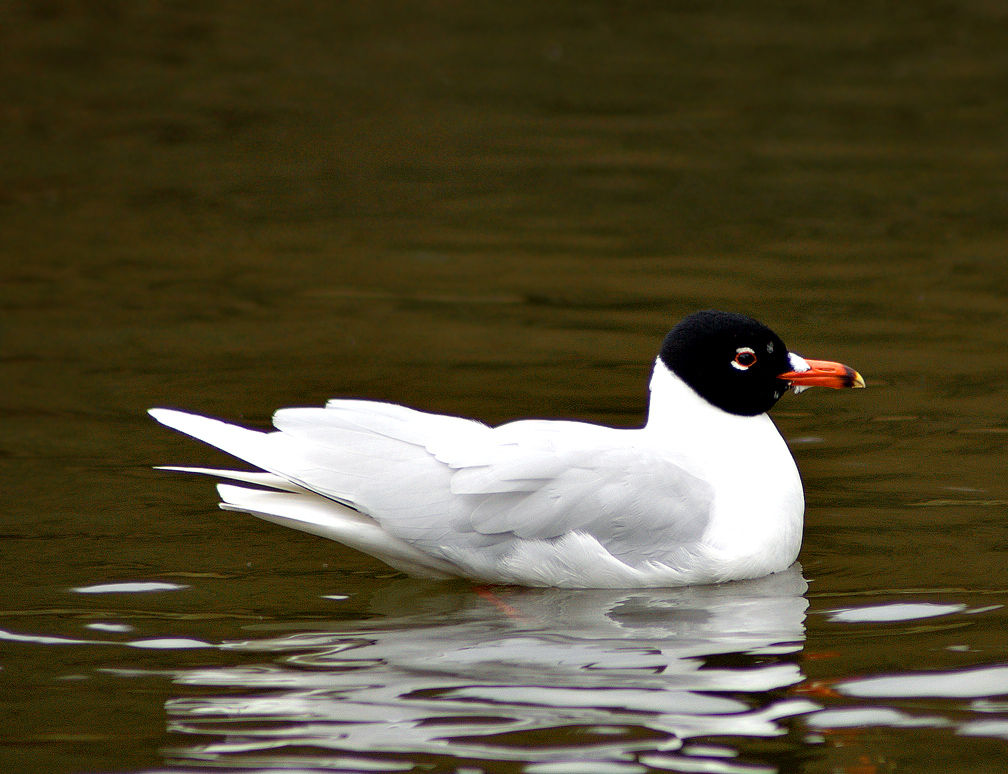
Мартин середземноморський (Ichthyaetus melanocephalus)

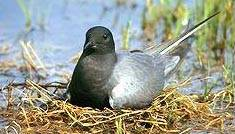
Крячок чорний (Chlidonias niger)

- Мартин вилохвостий, Xema sabini (A)
- Мартин тонкодзьобий, Chroicocephalus genei
- Мартин сіроголовий, Chroicocephalus cirrocephalus (A)
- Мартин звичайний, Chroicocephalus ridibundus
- Мартин малий, Hydrocoloeus minutus
- Мартин середземноморський, Ichthyaetus melanocephalus
- Мартин сіроногий, Ichthyaetus audouinii
- Мартин сизий, Larus canus (A)
- Larus michahellis (A)
- Мартин жовтоногий, Larus cachinnans
- Мартин чорнокрилий, Larus fuscus
- Мартин морський, Larus marinus
- Крячок малий, Sternula albifrons
- Крячок чорнодзьобий, Gelochelidon nilotica
- Крячок каспійський, Hydroprogne caspia
- Крячок чорний, Chlidonias niger
- Крячок білокрилий, Chlidonias leucopterus
- Крячок білощокий, Chlidonias hybrida
- Крячок рожевий, Sterna dougallii
- Крячок річковий, Sterna hirundo
- Крячок полярний, Sterna paradisaea
- Крячок рябодзьобий, Thalasseus sandvicensis
- Крячок бенгальський, Thalasseus bengalensis

## Гагароподібні(Gaviiformes)
Родина: Гагарові (Gaviidae)

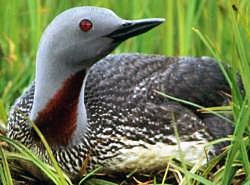
Гагара червоношия (Gavia stellata)

- Гагара червоношия, Gavia stellata (A)
- Гагара чорношия, Gavia arctica
- Гагара полярна, Gavia immer

## Буревісникоподібні(Procellariiformes)
Родина: Океанникові (Oceanitidae)

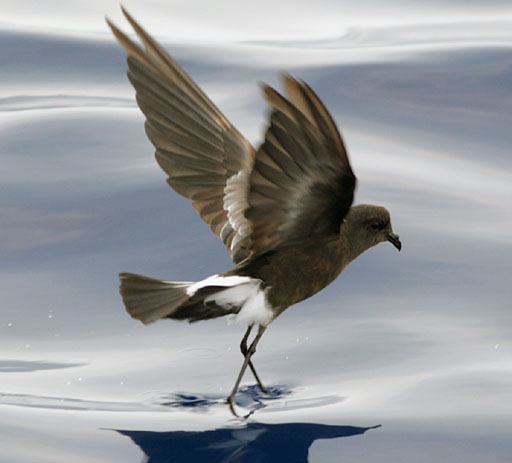
Океанник Вільсона (Oceanites oceanicus)

- Океанник Вільсона, Oceanites oceanicus

Родина: Качуркові (Hydrobatidae)
- Качурка морська, Hydrobates pelagicus (A)
- Качурка північна, Hydrobates leucorhous

Родина: Буревісникові (Procellariidae)
- Буревісник атлантичний, Calonectris borealis
- Буревісник великий, Ardenna gravis
- Буревісник сивий, Ardenna griseus
- Буревісник східний, Puffinus yelkouan
- Буревісник балеарський, Puffinus mauretanicus

## Лелекоподібні(Ciconiiformes)
Родина: Лелекові (Ciconiidae)
- Лелека чорний, Ciconia nigra
- Лелека білий, Ciconia ciconia

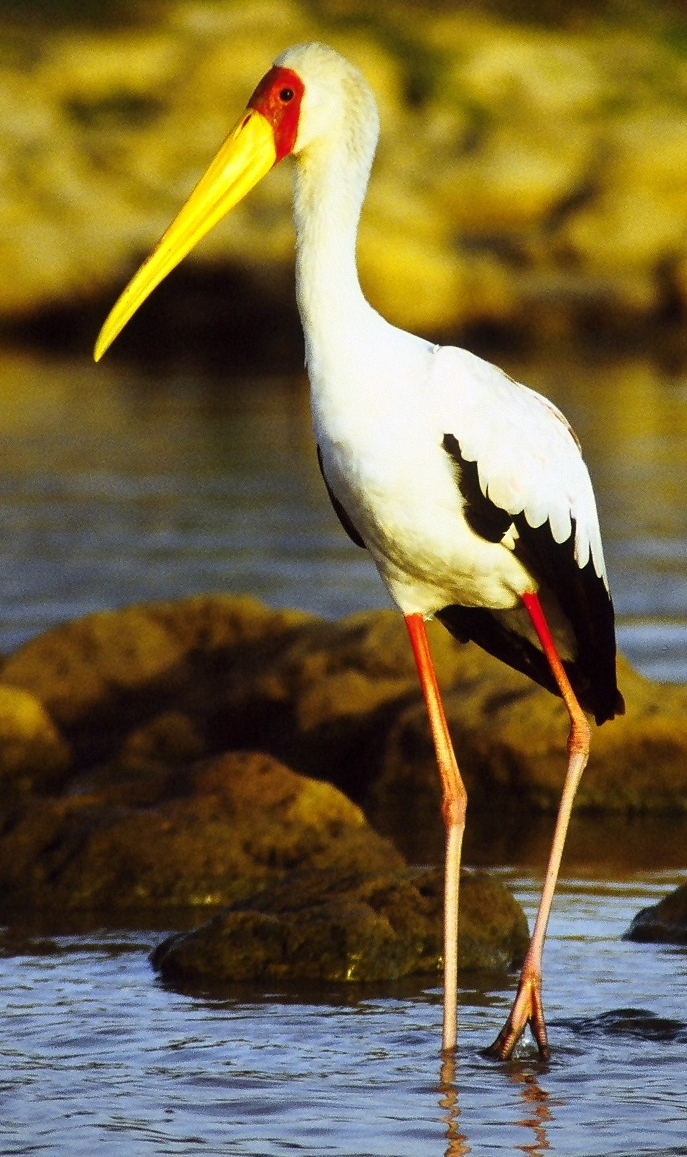
Лелека-тантал африканський (Mycteria ibis)

- Лелека-тантал африканський, Mycteria ibis

## Сулоподібні(Suliformes)
Родина: Сулові (Sulidae)
- Сула атлантична, Morus bassanus

Родина: Бакланові (Phalacrocoracidae)
- Баклан малий, Microcarbo pygmeus

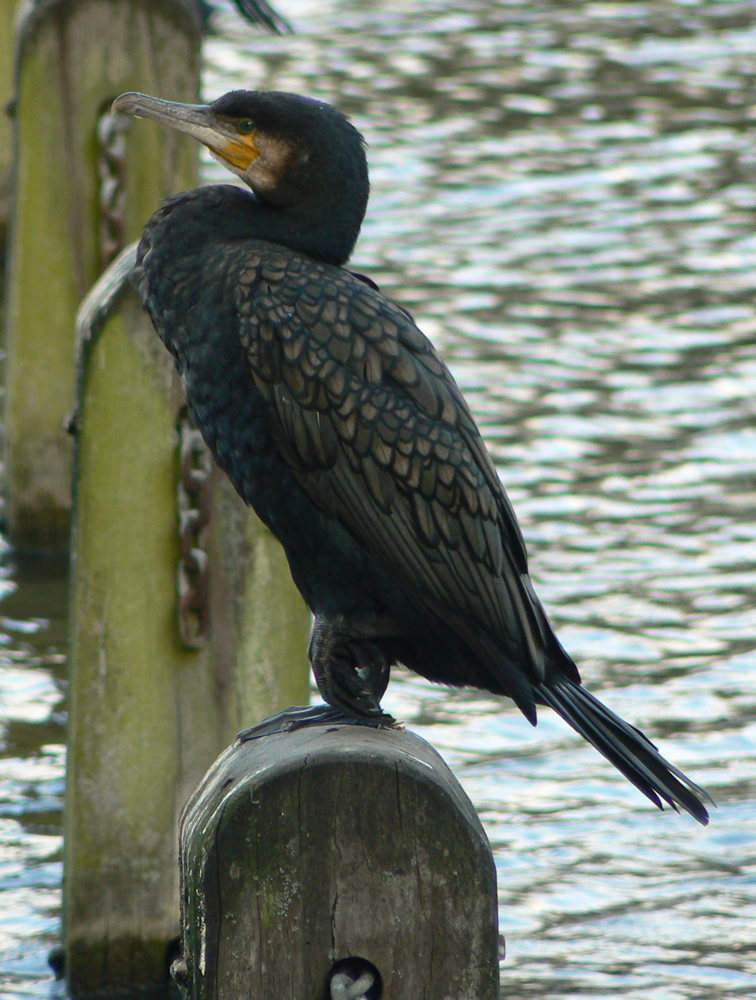
Баклан великий (Phalacrocorax carbo)

- Баклан великий, Phalacrocorax carbo
- Баклан чубатий, Gulosus aristotelis

## Пеліканоподібні(Pelecaniformes)
Родина: Пеліканові (Pelecanidae)

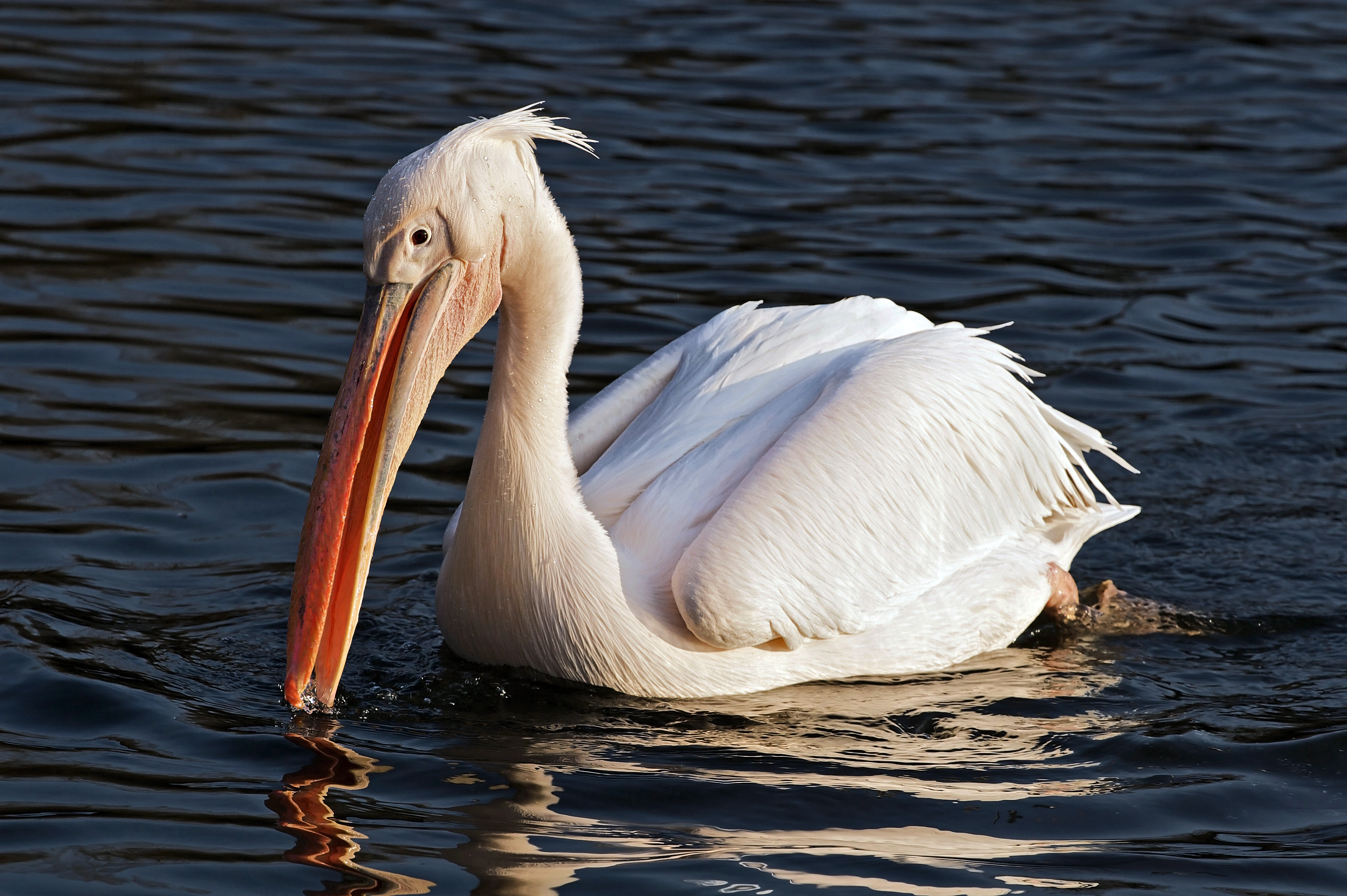
Пелікан рожевий (Pelecanus onocrotalus)

- Пелікан рожевий, Pelecanus onocrotalus
- Пелікан кучерявий, Pelecanus crispus

Родина: Чаплеві (Ardeidae)
- Бугай водяний, Botaurus stellaris

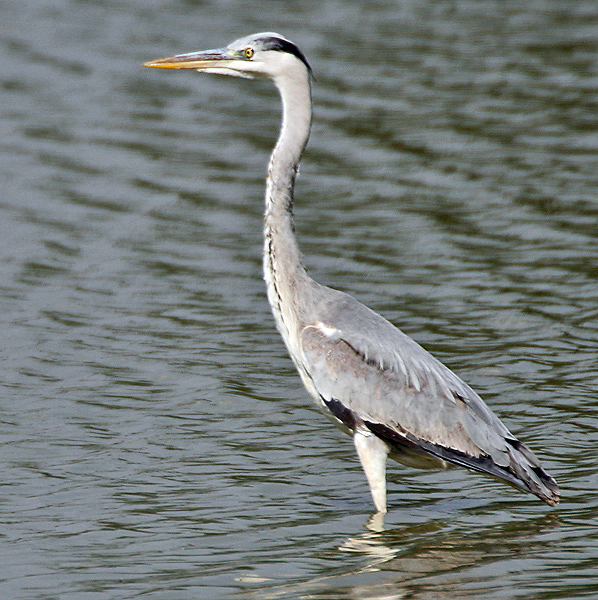
Чапля сіра (Ardea cinerea)

- Бугайчик звичайний, Ixobrychus minutus
- Чапля сіра, Ardea cinerea
- Чапля чорноголова, Ardea melanocephala (A)
- Чапля руда, Ardea purpurea
- Чепура велика, Ardea alba
- Чепура мала, Egretta garzetta
- Чапля рифова, Egretta gularis (A)
- Чапля єгипетська, Bubulcus ibis
- Чапля жовта, Ardeola ralloides
- Квак звичайний, Nycticorax nycticorax

Родина: Ібісові (Threskiornithidae)

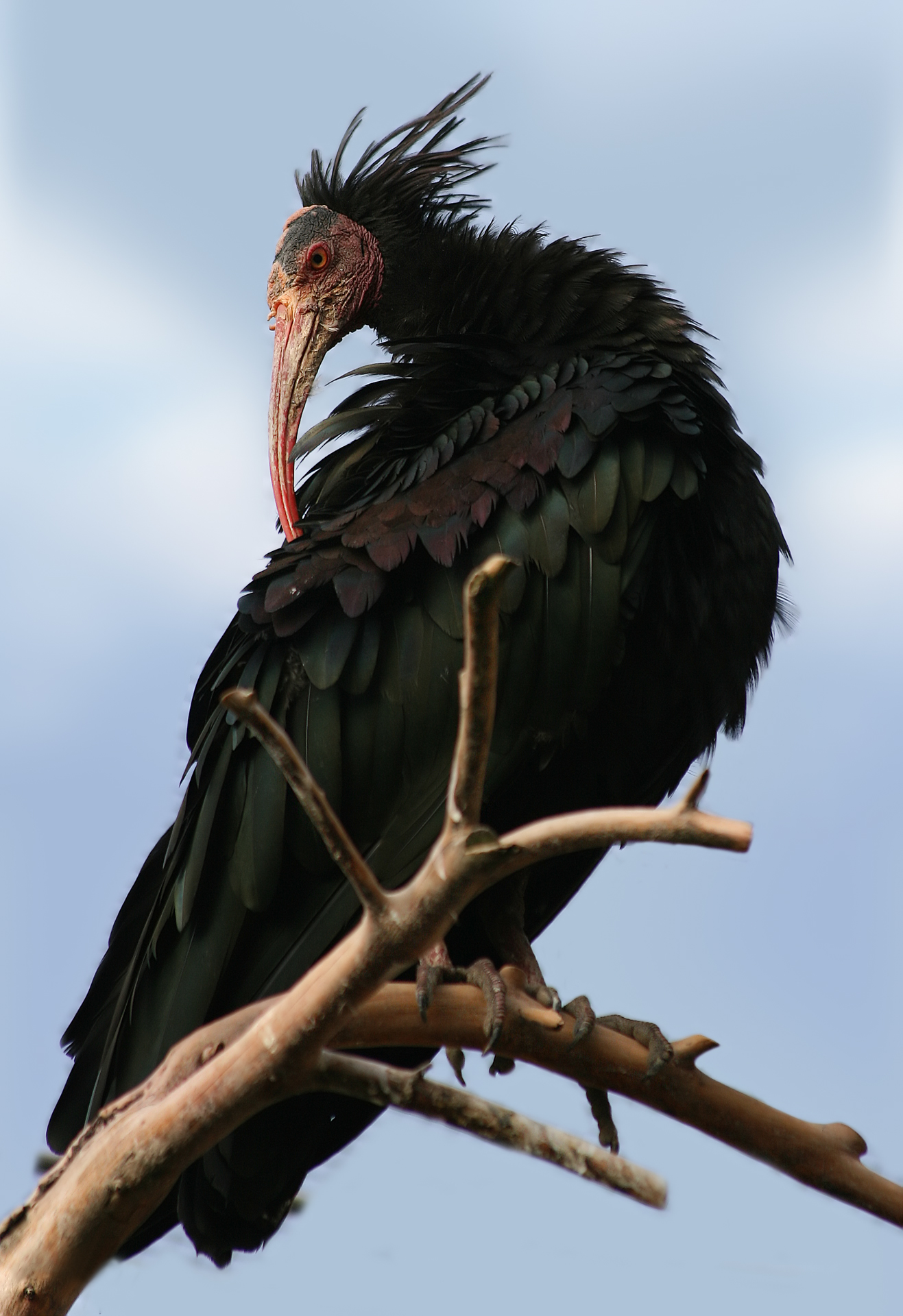
Ібіс-лисоголов марокканський (Geronticus eremita)

- Коровайка бура, Plegadis falcinellus
- Ібіс-лисоголов марокканський, Geronticus eremita (Ex)
- Косар білий, Platalea leucorodia

## Яструбоподібні(Accipitriformes)
Родина: Скопові (Pandionidae)
- Скопа, Pandion haliaetus

Родина: Яструбові (Accipitridae)

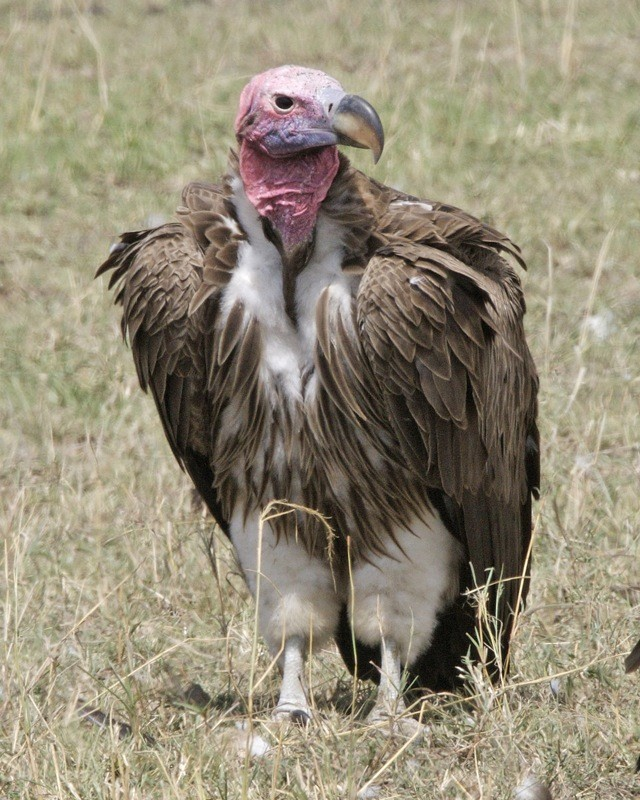
Гриф африканський, Torgos tracheliotos

- Шуліка чорноплечий, Elanus caeruleus
- Ягнятник, Gypaetus barbatus
- Стерв'ятник, Neophron percnopterus
- Осоїд євразійський, Pernis apivorus
- Гриф чорний, Aegypius monachus (A)
- Гриф африканський, Torgos tracheliotos
- Сип білоголовий, Gyps fulvus
- Змієїд блакитноногий, Circaetus gallicus
- Підорлик малий, Clanga pomarina
- Підорлик великий, Clanga clanga (A)
- Орел-карлик, Hieraaetus pennatus
- Орел рудий, Aquila rapax
- Могильник іспанський, Aquila adalberti (Ex)
- Могильник східний, Aquila heliaca
- Беркут, Aquila chrysaetos
- Орел кафрський, Aquila verreauxii (A)
- Орел-карлик яструбиний, Aquila fasciata
- Лунь очеретяний, Circus aeruginosus
- Лунь польовий, Circus cyaneus
- Лунь степовий, Circus macrourus
- Лунь лучний, Circus pygargus
- Яструб малий, Accipiter nisus
- Яструб великий, Accipiter gentilis
- Шуліка рудий, Milvus milvus
- Шуліка чорний, Milvus migrans
- Орлан-білохвіст, Haliaeetus albicilla (A)(Ex)
- Канюк звичайний, Buteo buteo
- Канюк степовий, Buteo rufinus

## Совоподібні(Strigiformes)
Родина: Сипухові (Tytonidae)
- Сипуха крапчаста, Tyto alba

Родина: Совові (Strigidae)
- Сплюшка євразійська, Otus scops
- Пугач палеарктичний, Bubo bubo
- Пугач пустельний, Bubo ascalaphus
- Сич хатній, Athene noctua

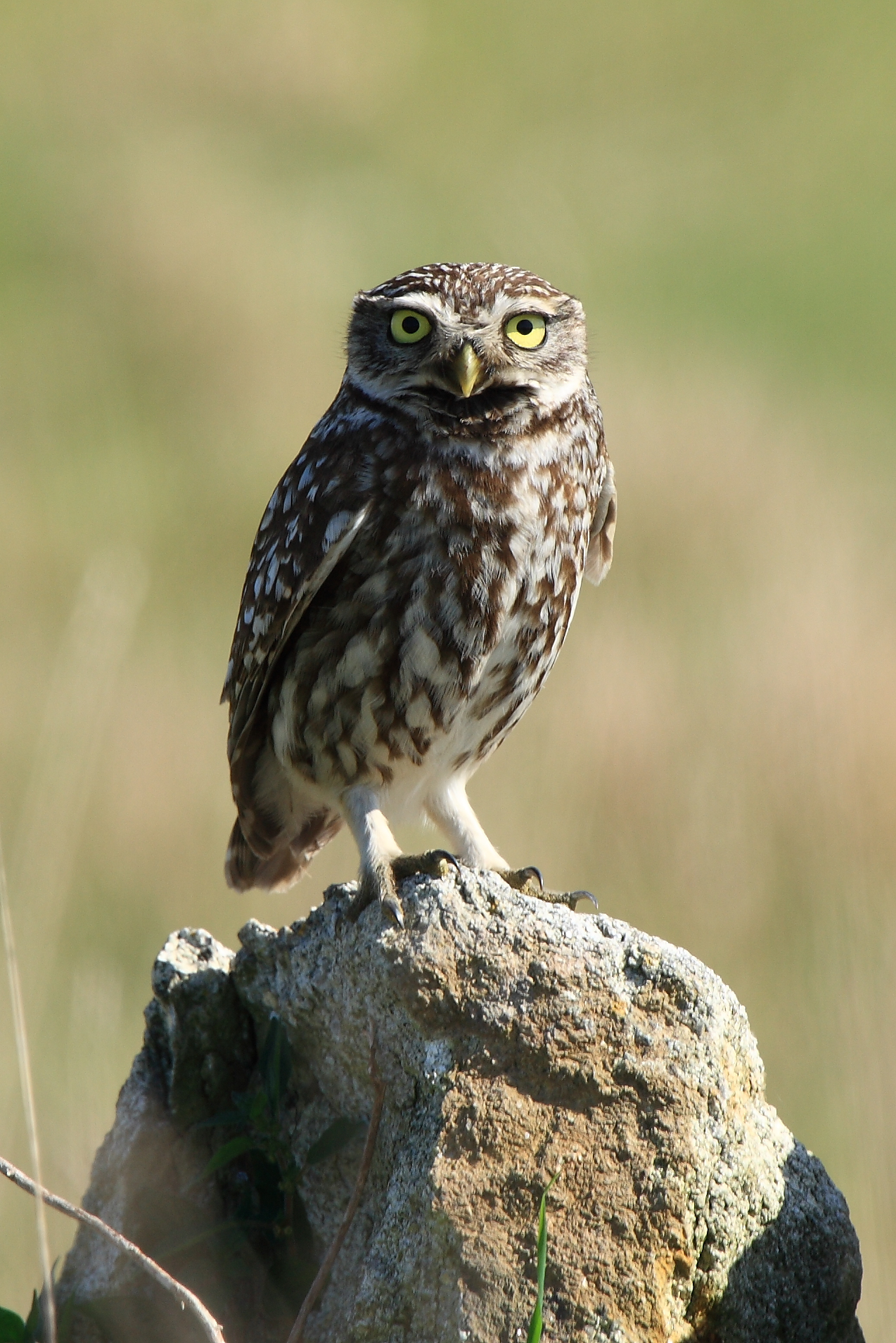
Сич хатній (Athene noctua)

- Сова мавританська, Strix mauritanica
- Сова вухата, Asio otus
- Сова болотяна, Asio flammeus
- Сова африканська, Asio capensis (Ex)

## Чепігоподібні(Coliiformes)
Родина: Чепігові (Coliidae)
- Паяро синьошиїй, Urocolius macrourus (A)

## Bucerotiformes
Родина: Одудові (Upupidae)
- Одуд, Upupa epops

## Сиворакшоподібні(Coraciiformes)
Родина: Рибалочкові (Alcedinidae)
- Рибалочка блакитний, Alcedo atthis

Родина: Бджолоїдкові (Meropidae)

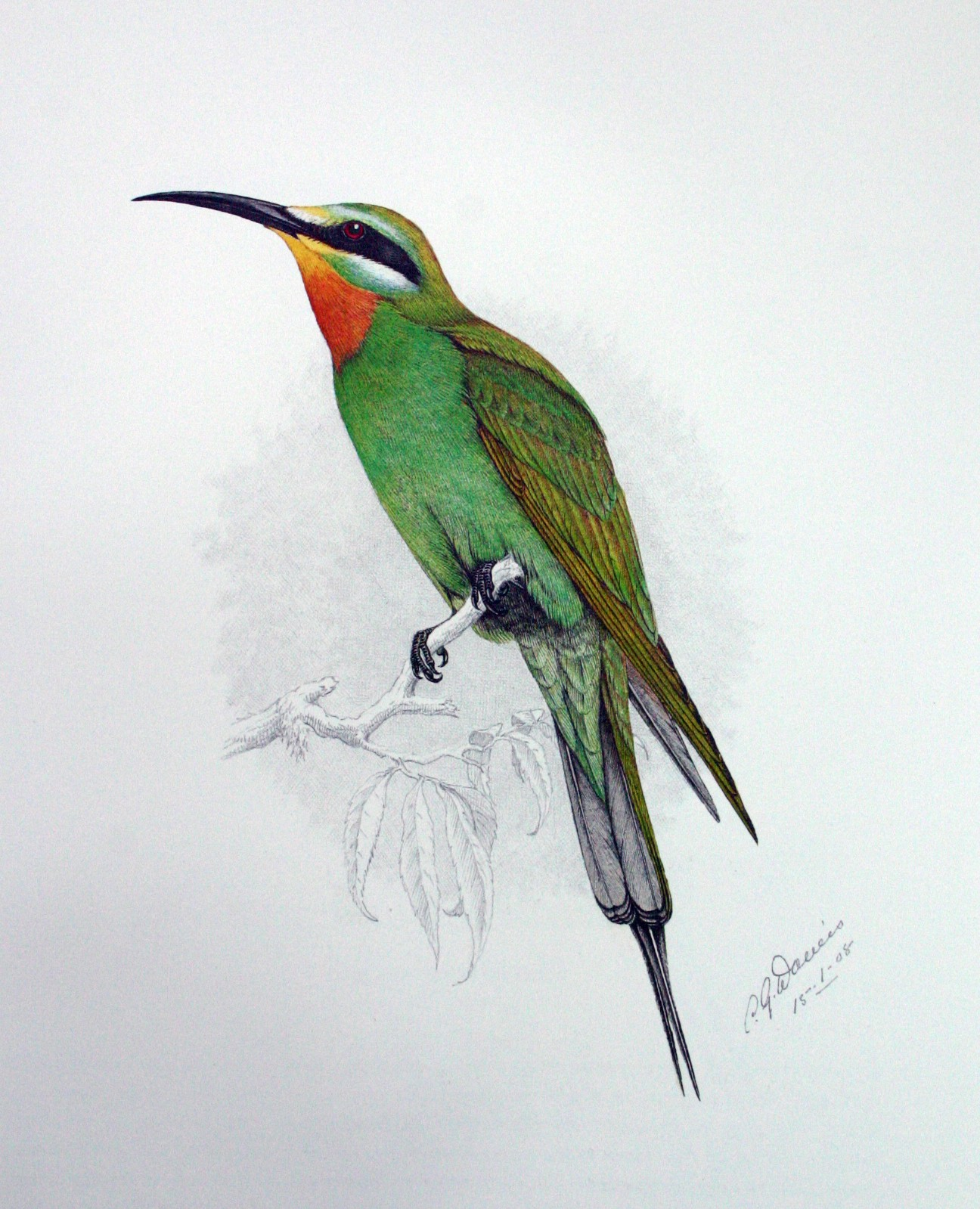
Бджолоїдка зелена (Merops persicus)

- Бджолоїдка зелена, Merops persicus
- Бджолоїдка звичайна, Merops apiaster

Родина: Сиворакшові (Coraciidae)
- Сиворакша євразійська, Coracias garrulus

## Дятлоподібні(Piciformes)
Родина: Дятлові (Picidae)

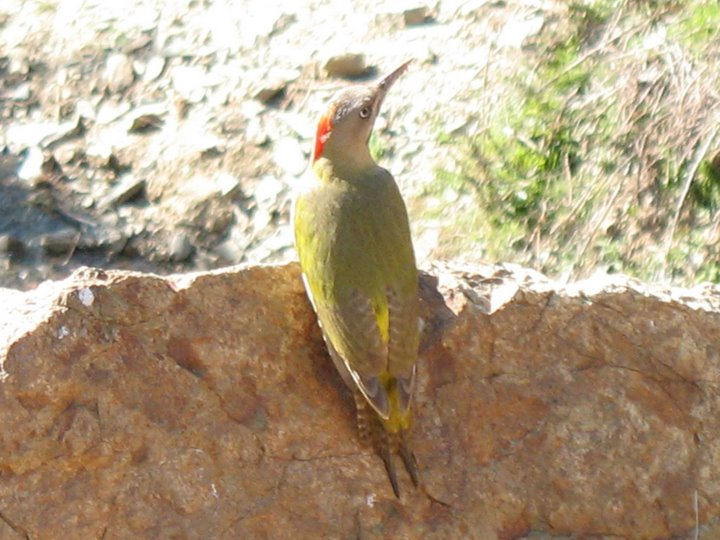
Жовна атласька (Picus vaillantii)

- Крутиголовка звичайна, Jynx torquilla
- Дятел звичайний, Dendrocopos major
- Дятел малий, Dryobates minor
- Жовна атласька, Picus vaillantii

## Соколоподібні(Falconiformes)
Родина: Соколові (Falconidae)

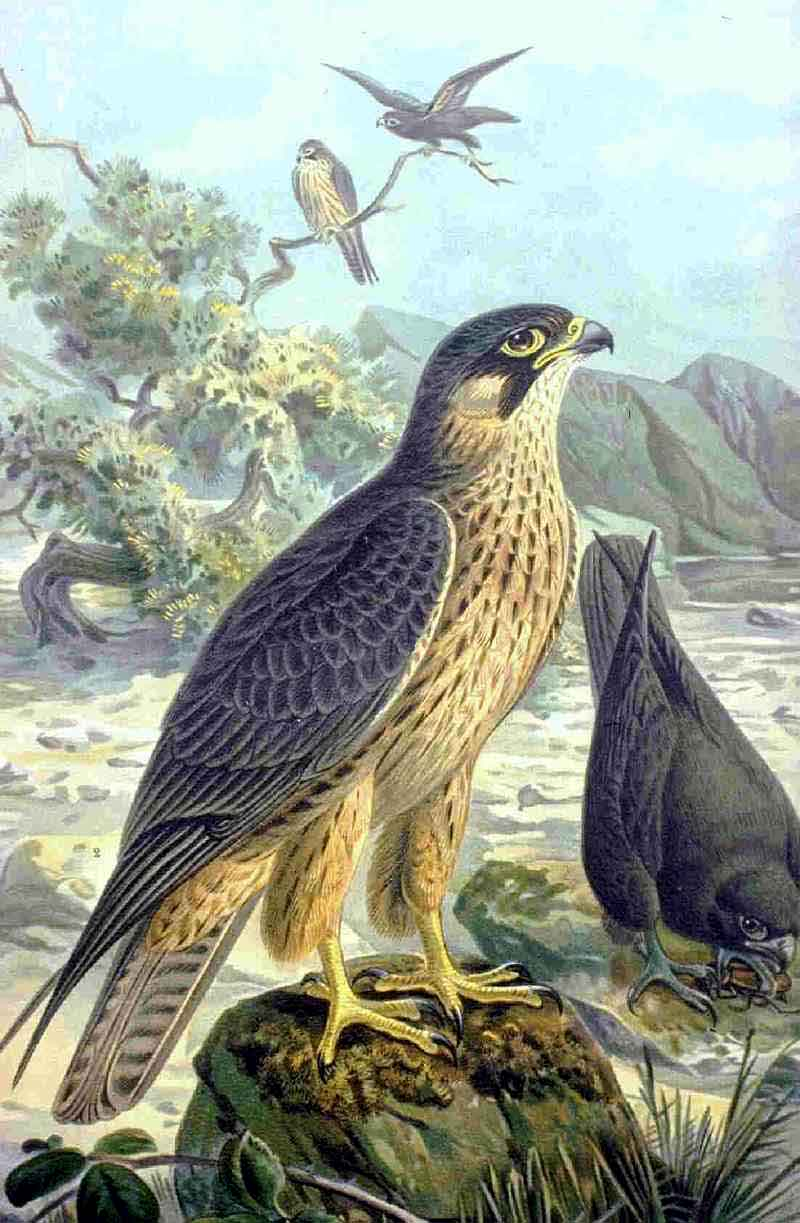
Підсоколик Елеонори (Falco eleonorae)

- Боривітер степовий, Falco naumanni
- Боривітер звичайний, Falco tinnunculus
- Кібчик червононогий, Falco vespertinus
- Підсоколик Елеонори, Falco eleonorae
- Підсоколик сірий, Falco concolor (A)
- Підсоколик малий, Falco columbarius
- Підсоколик великий, Falco subbuteo
- Ланер, Falco biarmicus
- Сапсан, Falco peregrinus

## Папугоподібні(Psittaciformes)
Родина: Psittaculidae
- Папуга Крамера, Psittacula krameri (I)

## Горобцеподібні(Passeriformes)
Родина: Вивільгові (Oriolidae)
- Вивільга звичайна, Oriolus oriolus

Родина: Гладіаторові (Malaconotidae)
- Чагра велика, Tchagra senegalus

Родина: Сорокопудові (Laniidae)

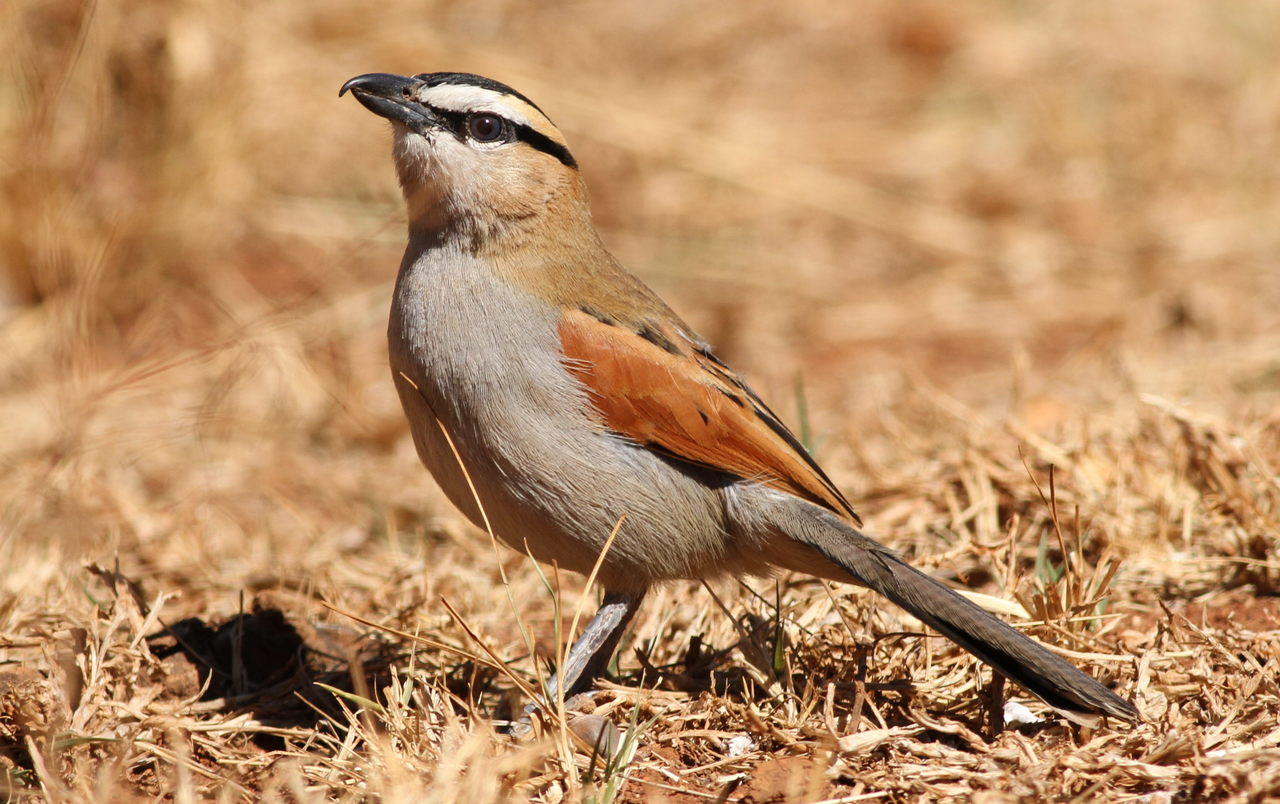
Чагра велика (Tchagra senegalus)

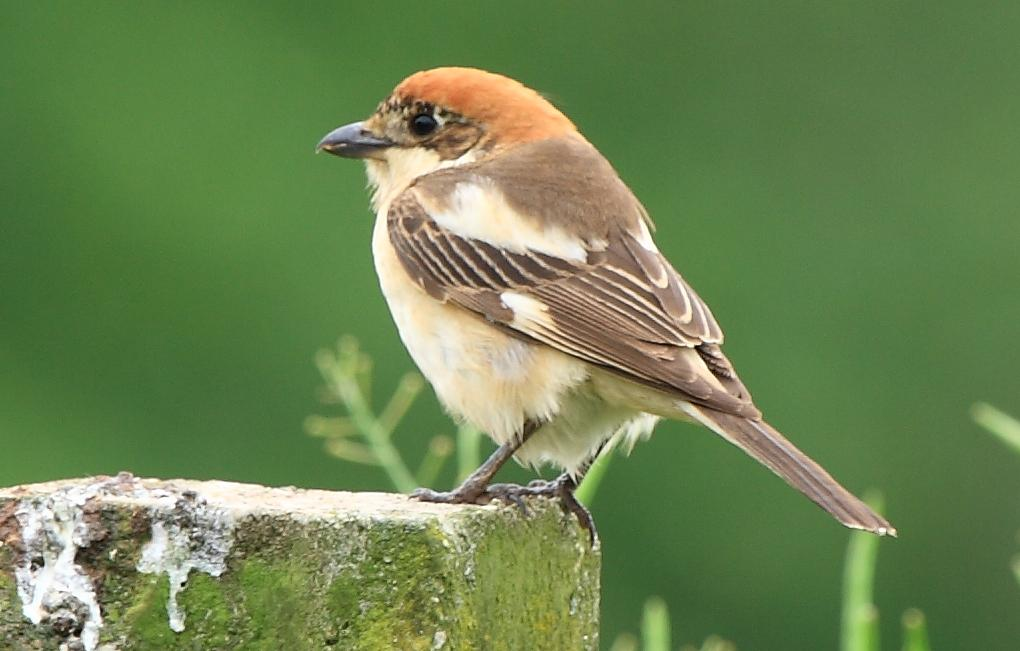
Сорокопуд червоноголовий (Lanius senator)

- Сорокопуд терновий, Lanius collurio (A)
- Lanius phoenicuroides(інші мови)
- Сорокопуд сірий, Lanius excubitor
- Сорокопуд білолобий, Lanius nubicus (A)
- Сорокопуд червоноголовий, Lanius senator

Родина: Воронові (Corvidae)

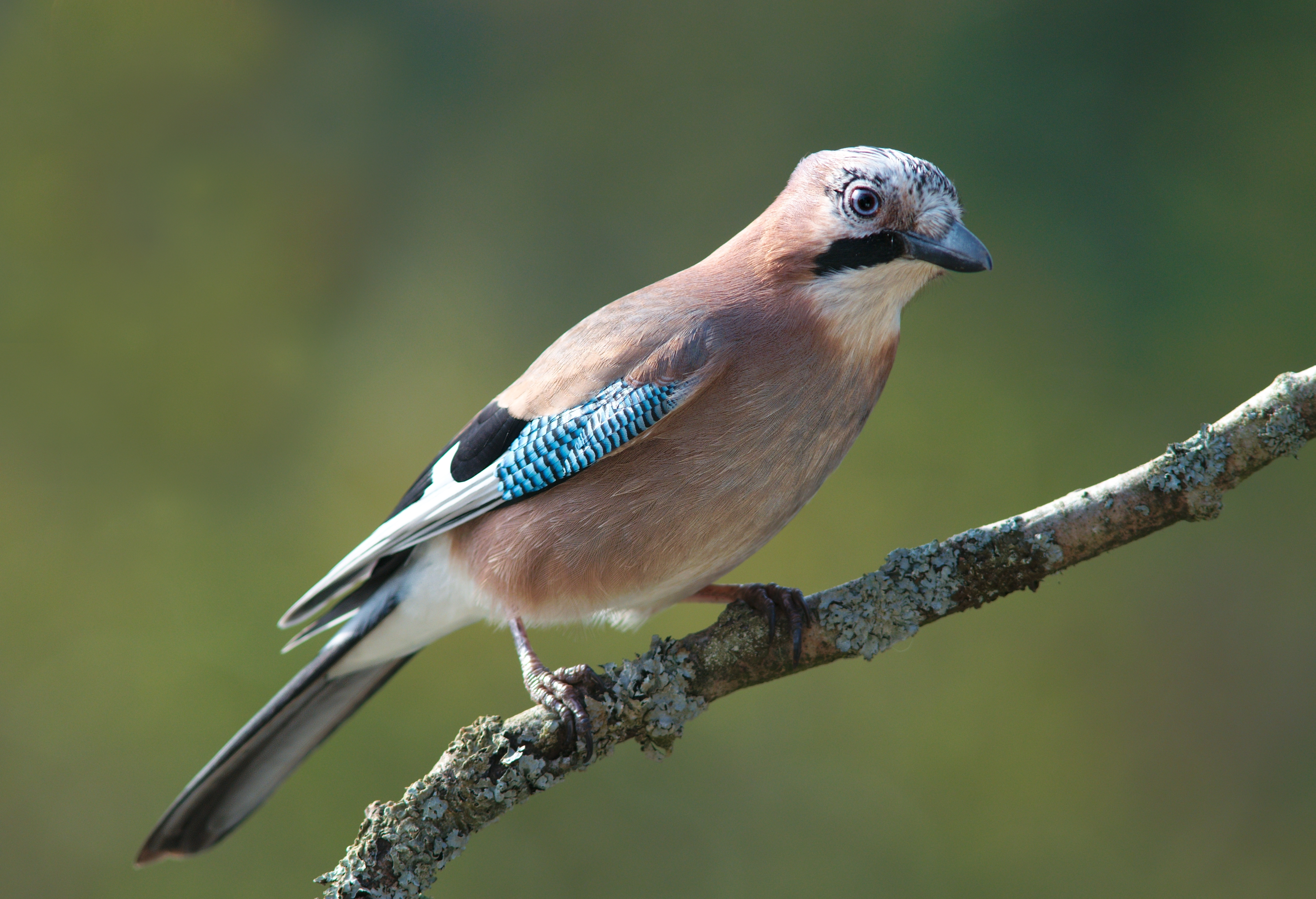
Сойка звичайна (Garrulus glandarius)

- Сойка звичайна, Garrulus glandarius
- Сорока мавританська, Pica mauritanica
- Сорока звичайна, Pica pica
- Клушиця, Pyrrhocorax pyrrhocorax
- Галка звичайна, Corvus monedula
- Грак, Corvus frugilegus (A)
- Ворона чорна, Corvus corone
- Крук строкатий, Corvus albus (A)
- Крук пустельний, Corvus ruficollis
- Крук звичайний, Corvus corax

Родина: Синицеві (Paridae)
- Синиця чорна, Periparus ater

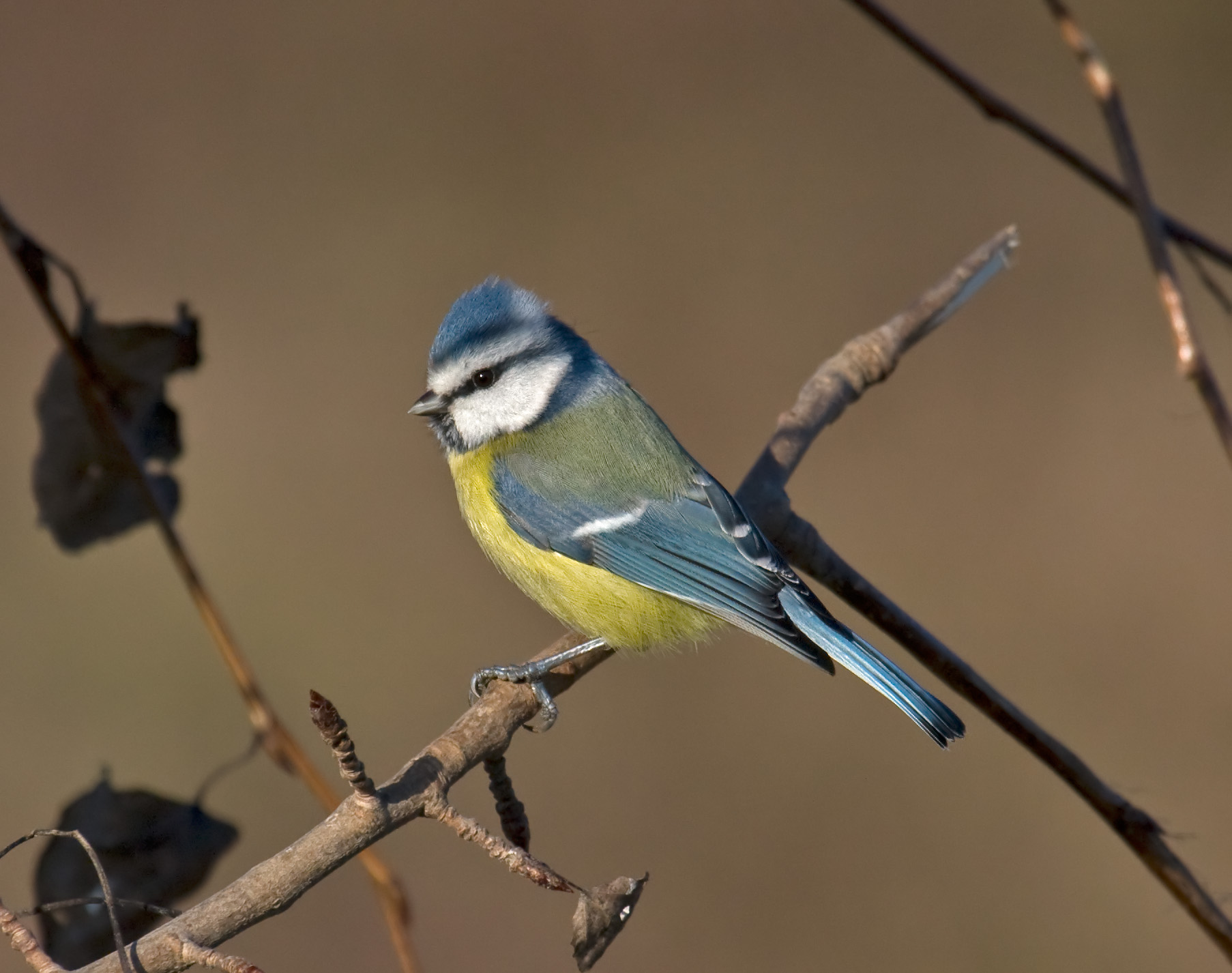
Синиця канарська (Cyanistes teneriffae)

- Синиця канарська, Cyanistes teneriffae
- Синиця велика, Parus major

Родина: Жайворонкові (Alaudidae)
- Пікір великий, Alaemon alaudipes

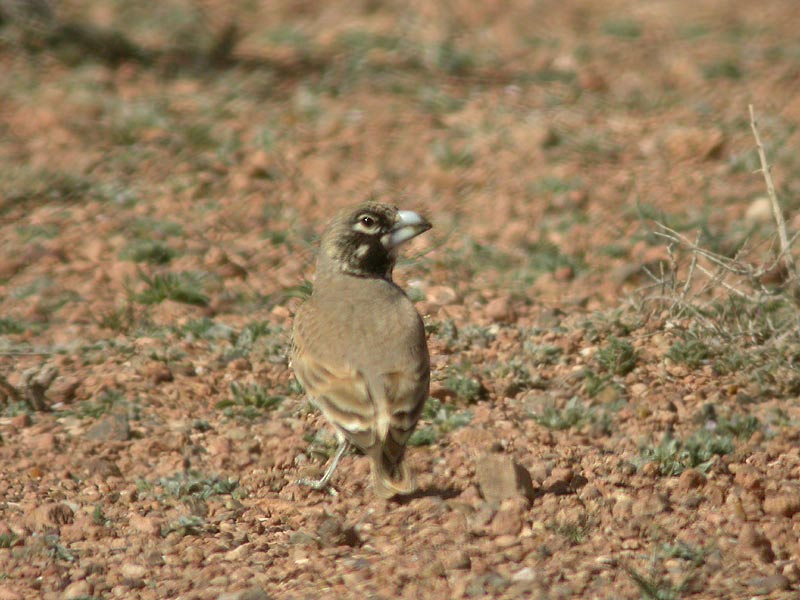
Жайворонок товстодзьобий (Ramphocoris clotbey)

- Жайворонок товстодзьобий, Ramphocoris clotbey
- Жайворонок вохристий, Ammomanes cinctura
- Жайворонок пустельний, Ammomanes deserti
- Жервінчик білолобий, Eremopterix nigriceps (A)
- Жайворонок рогатий, Eremophila alpestris (A)
- Жайворонок близькосхідний, Eremophila bilopha
- Жайворонок малий, Calandrella brachydactyla
- Жайворонок степовий, Melanocorypha calandra
- Жайворонок-серподзьоб, Chersophilus duponti
- Жайворонок сірий, Alaudala rufescens
- Жайворонок лісовий, Lullula arborea
- Жайворонок польовий, Alauda arvensis
- Посмітюха короткопала, Galerida theklae
- Посмітюха звичайна, Galerida cristata
- Посмітюха довгодзьоба, Galerida macrorhyncha

Родина: Panuridae
- Синиця вусата, Panurus biarmicus

Родина: Тамікові (Cisticolidae)
- Таміка віялохвоста, Cisticola juncidis

Родина: Очеретянкові (Acrocephalidae)
- Берестянка бліда, Iduna pallida
- Берестянка західна, Iduna opaca
- Берестянка оливкова, Hippolais olivetorum
- Берестянка багатоголоса, Hippolais polyglotta
- Берестянка звичайна, Hippolais icterina
- Очеретянка прудка, Acrocephalus paludicola
- Очеретянка тонкодзьоба, Acrocephalus melanopogon
- Очеретянка лучна, Acrocephalus schoenobaenus
- Очеретянка чагарникова, Acrocephalus palustris
- Очеретянка ставкова, Acrocephalus scirpaceus
- Очеретянка африканська, Acrocephalus baeticatus
- Очеретянка велика, Acrocephalus arundinaceus

Родина: Кобилочкові (Locustellidae)
- Кобилочка річкова, Locustella fluviatilis
- Кобилочка солов'їна, Locustella luscinioides
- Кобилочка-цвіркун, Locustella naevia

Родина: Ластівкові (Hirundinidae)
- Ластівка мала, Riparia paludicola (A)
- Ластівка берегова, Riparia riparia
- Ластівка скельна, Ptyonoprogne rupestris
- Ластівка афро-азійська, Ptyonoprogne fuligula
- Ластівка сільська, Hirundo rustica
- Ластівка даурська, Cecropis daurica
- Ластівка міська, Delichon urbicum

Родина: Бюльбюлеві (Pycnonotidae)
- Бюльбюль темноголовий, Pycnonotus barbatus

Родина: Вівчарикові (Phylloscopidae)

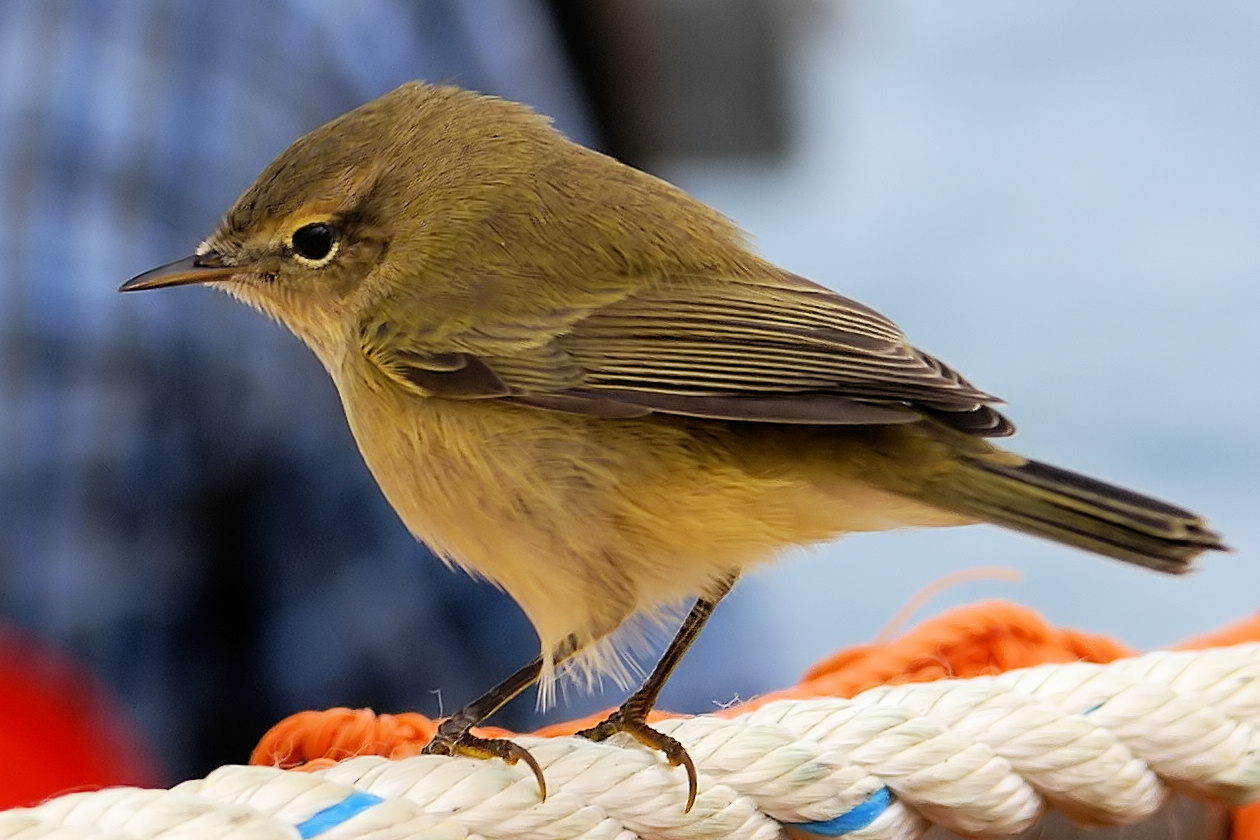
Вівчарик-ковалик (Phylloscopus collybita)

- Вівчарик жовтобровий, Phylloscopus sibilatrix
- Вівчарик світлочеревий, Phylloscopus bonelli
- Вівчарик лісовий, Phylloscopus inornatus (A)
- Вівчарик весняний, Phylloscopus trochilus
- Вівчарик-ковалик, Phylloscopus collybita
- Вівчарик іберійський, Phylloscopus ibericus

Родина: Вертункові (Scotocercidae)
- Вертунка, Scotocerca inquieta

Родина: Cettiidae
- Очеретянка середземноморська, Cettia cetti

Родина: Кропив'янкові (Sylviidae)

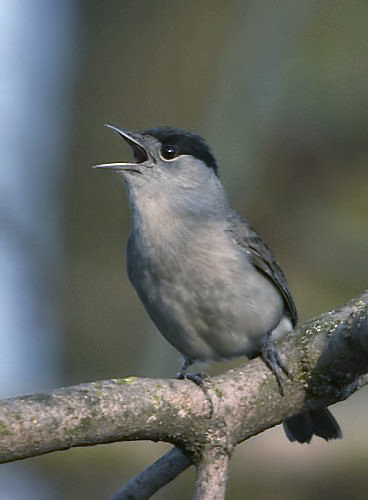
Кропив'янка чорноголова (Sylvia atricapilla)

- Кропив'янка чорноголова, Sylvia atricapilla
- Кропив'янка садова, Sylvia borin
- Кропив'янка африканська, Curruca deserti
- Кропив'янка прудка, Curruca curruca
- Кропив'янка співоча, Curruca hortensis
- Кропив'янка алжирська, Curruca deserticola
- Кропив'янка Рюпеля, Curruca ruppeli (A)
- Кропив'янка берберійська, Curruca iberiae
- Кропив'янка червоновола, Curruca cantillans
- Кропив'янка південноєвропейська, Curruca subalpina (A)
- Кропив'янка середземноморська, Curruca melanocephala
- Кропив'янка сіра, Curruca communis
- Кропив'янка піренейська, Curruca conspicillata
- Кропив'янка сардинська, Curruca sarda
- Кропив'янка прованська, Curruca undata

Родина: Leiothrichidae
- Кратеропа сахарська, Argya fulva

Родина: Золотомушкові (Regulidae)

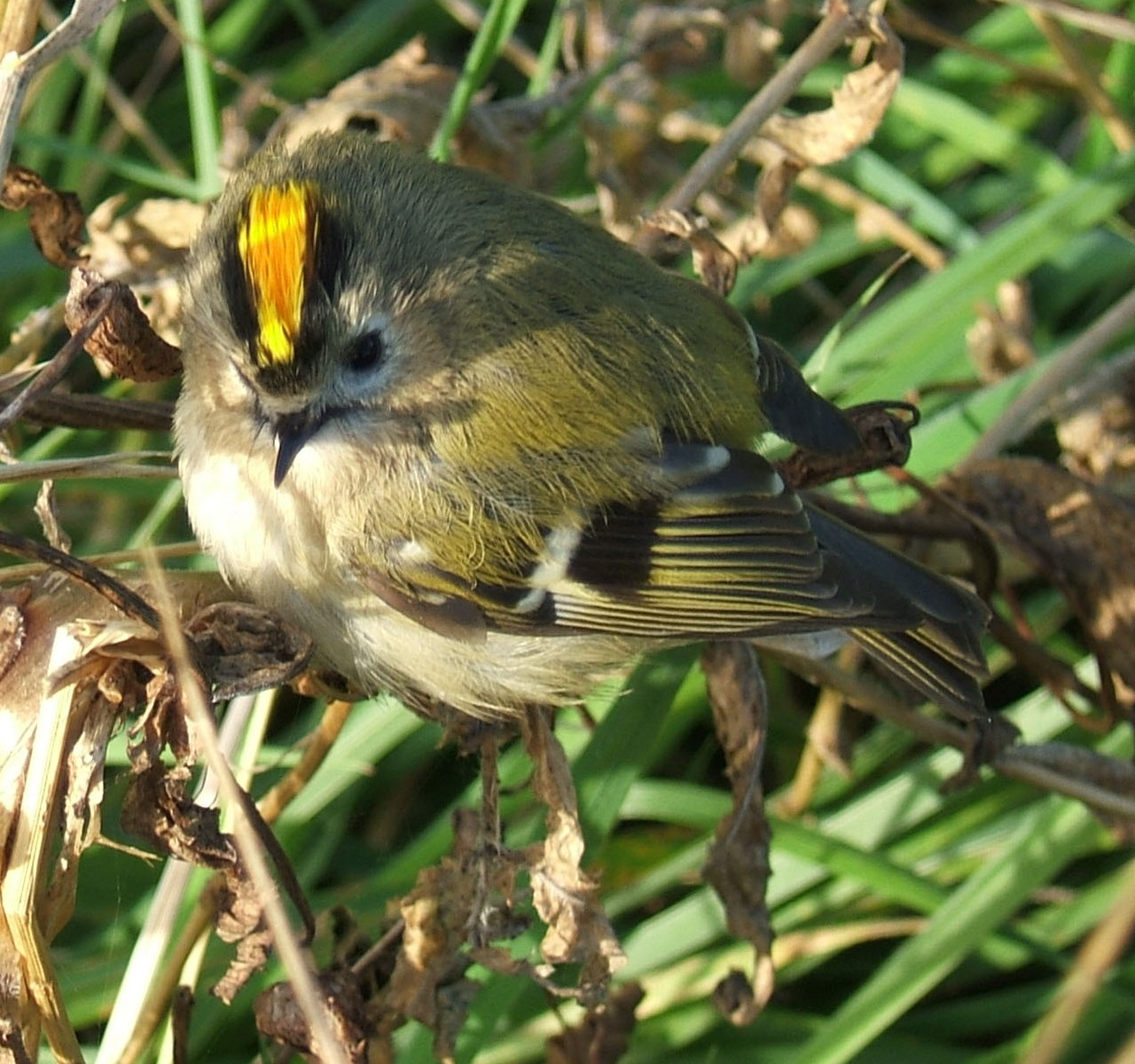
Золотомушка жовточуба (Regulus regulus)

- Золотомушка жовточуба, Regulus regulus
- Золотомушка червоночуба, Regulus ignicapillus

Родина: Стінолазові (Tichodromidae)
- Стінолаз, Tichodroma muraria

Родина: Повзикові (Sittidae)

Повзик алжирський, Sitta ledanti

- Повзик алжирський, Sitta ledanti (E)

Родина: Підкоришникові (Certhiidae)

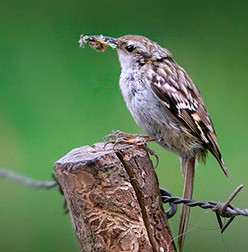
Підкоришник короткопалий (Certhia brachydactyla)

- Підкоришник короткопалий, Certhia brachydactyla

Родина: Воловоочкові (Troglodytidae)
- Волове очко, Troglodytes troglodytes

Родина: Пронуркові (Cinclidae)
- Пронурок біловолий, Cinclus cinclus

Родина: Шпакові (Sturnidae)
- Шпак звичайний, Sturnus vulgaris
- Sturnus unicolor
- Шпак рожевий, Pastor roseus

Родина: Дроздові (Turdidae)
- Дрізд-омелюх, Turdus viscivorus
- Дрізд співочий, Turdus philomelos
- Дрізд білобровий, Turdus iliacus
- Дрізд чорний, Turdus merula
- Чикотень, Turdus pilaris
- Дрізд гірський, Turdus torquatus

Родина: Мухоловкові (Muscicapidae)
- Мухоловка сіра, Muscicapa striata

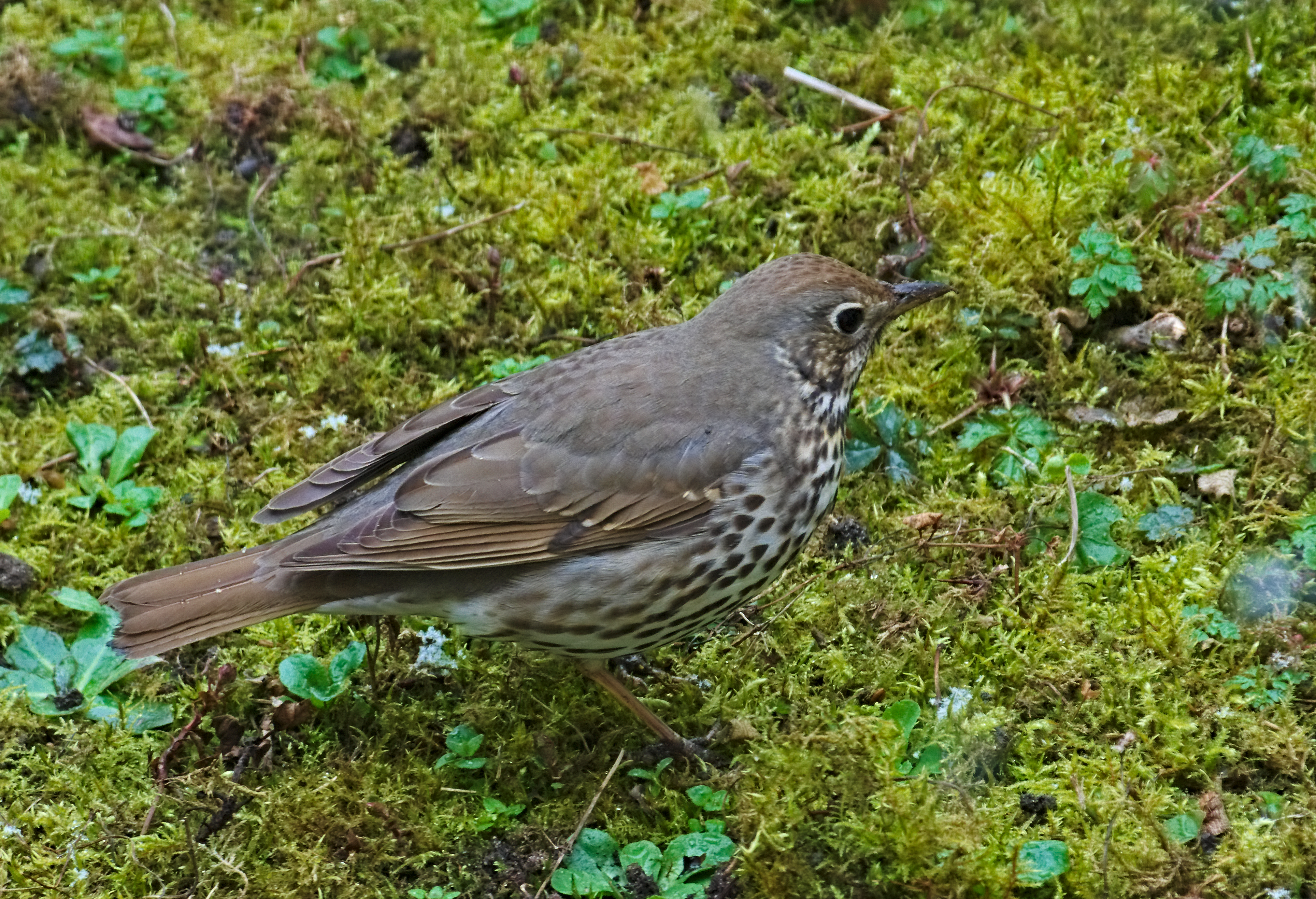
Дрізд співочий (Turdus philomelos)

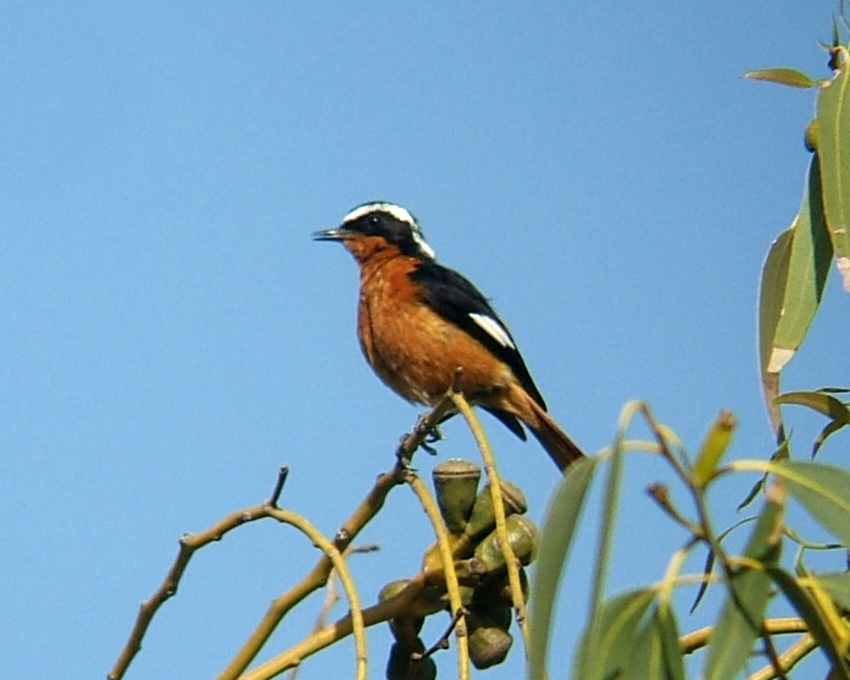
Горихвістка алжирська (Phoenicurus moussieri)

- Альзакола чорна, Cercotrichas podobe (A)
- Соловейко рудохвостий, Cercotrichas galactotes
- Вільшанка, Erithacus rubecula
- Соловейко західний, Luscinia megarhynchos
- Синьошийка, Luscinia svecica
- Мухоловка мала, Ficedula parva
- Мухоловка строката, Ficedula hypoleuca
- Мухоловка атласька, Ficedula speculigera
- Мухоловка білошия, Ficedula albicollis
- Горихвістка алжирська, Phoenicurus moussieri
- Горихвістка звичайна, Phoenicurus phoenicurus
- Горихвістка чорна, Phoenicurus ochruros
- Скеляр строкатий, Monticola saxatilis
- Скеляр синій, Monticola solitarius
- Трав'янка лучна, Saxicola rubetra
- Трав'янка європейська, Saxicola rubicola
- Oenanthe leucopyga(інші мови)
- Кам'янка білогуза, Oenanthe leucura
- Кам'янка звичайна, Oenanthe oenanthe
- Кам'янка африканська, Oenanthe seebohmi
- Oenanthe lugens(інші мови)
- Кам'янка рудогуза, Oenanthe moesta
- Кам'янка іспанська, Oenanthe hispanica
- Кам'янка строката, Oenanthe melanoleuca
- Кам'янка пустельна, Oenanthe deserti
- Кам'янка попеляста, Oenanthe isabellina

Родина: Омелюхові (Bombycillidae)
- Омелюх звичайний, Bombycilla garrulus

Родина: Астрильдові (Estrildidae)

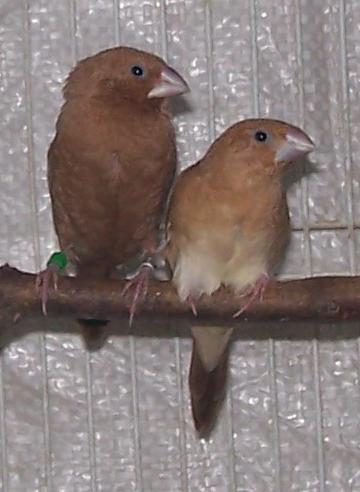
Сріблодзьоб чорногузий (Euodice cantans)

- Амарант червонодзьобий, Lagonosticta senegala
- Сріблодзьоб індійський, Euodice malabarica (I)
- Сріблодзьоб чорногузий, Euodice cantans

Родина: Тинівкові (Prunellidae)
- Тинівка альпійська, Prunella collaris
- Тинівка лісова, Prunella modularis

Родина: Горобцеві (Passeridae)

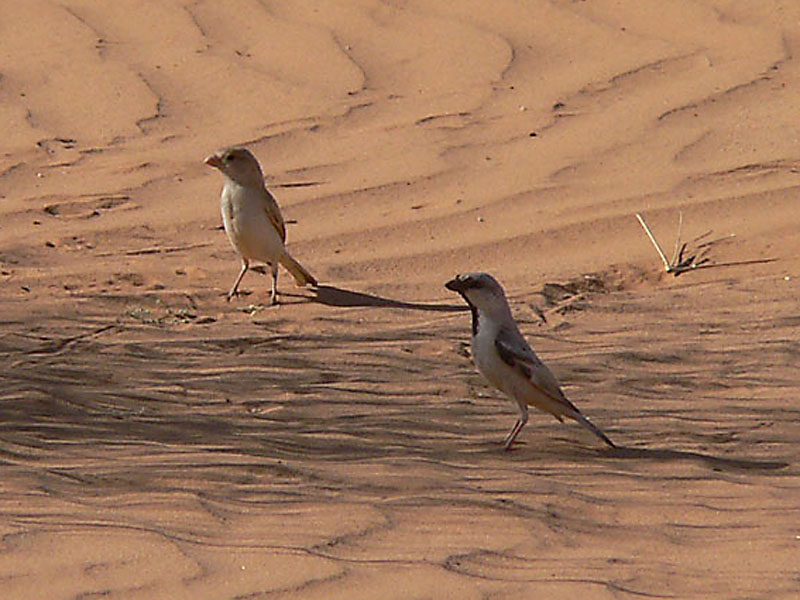
Горобець пустельний (Passer simplex)

- Горобець хатній, Passer domesticus
- Горобець італійський, Passer italiae (A)
- Горобець чорногрудий, Passer hispaniolensis
- Горобець пустельний, Passer simplex
- Горобець польовий, Passer montanus (A)
- Горобець жовтий, Passer luteus
- Горобець скельний, Petronia petronia

Родина: Плискові (Motacillidae)
- Плиска гірська, Motacilla cinerea
- Плиска жовта, Motacilla flava
- Плиска біла, Motacilla alba
- Щеврик азійський, Anthus richardi
- Щеврик польовий, Anthus campestris
- Щеврик лучний, Anthus pratensis
- Щеврик лісовий, Anthus trivialis
- Щеврик червоногрудий, Anthus cervinus
- Щеврик гірський, Anthus spinoletta
- Щеврик острівний, Anthus petrosus

Родина: В'юркові (Fringillidae)
- Зяблик звичайний, Fringilla coelebs
- В'юрок, Fringilla montifringilla
- Костогриз звичайний, Coccothraustes coccothraustes
- Снігур звичайний, Pyrrhula pyrrhula
- Чечевичник африканський, Rhodopechys alienus
- Bucanetes githaginea(інші мови)
- Зеленяк звичайний, Chloris chloris
- Щедрик білогузий, Crithagra leucopygia (A)
- Коноплянка, Linaria cannabina
- Шишкар ялиновий, Loxia curvirostra
- Щиглик звичайний, Carduelis carduelis
- Чиж цитриновий, Carduelis citrinella (A)
- Щедрик європейський, Serinus serinus
- Чиж лісовий, Spinus spinus

Родина: Calcariidae
- Подорожник лапландський, Calcarius lapponicus (A)
- Пуночка снігова, Plectrophenax nivalis (A)

Родина: Вівсянкові (Emberizidae)
- Вівсянка чорноголова, Emberiza melanocephala (A)
- Просянка, Emberiza calandra
- Вівсянка гірська, Emberiza cia
- Вівсянка городня, Emberiza cirlus
- Вівсянка звичайна, Emberiza citrinella (A)
- Вівсянка садова, Emberiza hortulana
- Вівсянка сивоголова, Emberiza caesia
- Вівсянка сахарська, Emberiza sahari
- Вівсянка строкатоголова, Emberiza striolata
- Вівсянка очеретяна, Emberiza schoeniclus
- Вівсянка-крихітка, Emberiza pusilla
- Вівсянка-ремез, Emberiza pusilla (A)